# Liste des planètes mineures non numérotées découvertes en février 2016
Pour un article plus général, voir Liste des planètes mineures non numérotées découvertes en 2016.
Pour un article plus général, voir Liste des planètes mineures.
Cet article dresse la liste des planètes mineures (astéroïdes, centaures, objets transneptuniens et assimilés) non numérotées découvertes en février 2016 dans l'ordre de leur découverte.
Au 15 janvier 2025, 661 077 des 1 434 993 planètes mineures répertoriées par le Centre des planètes mineures ne sont pas encore numérotées, soit 46,07 %.

## Rappel concernant la désignation provisoire
La désignation provisoire indique l'ordre de découverte de ces objets. En effet, cette désignation est composée de l'année de découverte (par exemple 2016) suivie de la quinzaine (demi-mois) de découverte (p.e. A = 1-15 janvier) puis de l'ordre de découverte dans cette quinzaine. Cet ordre est indiqué par une lettre et éventuellement un chiffre comme suit : A pour la première découverte, B pour la deuxième, ..., Z pour la 25e (le I n'est pas utilisé pour éviter la confusion avec 1), A1 pour la 26e, B1 pour la 27e, etc. , Z1 pour la 50e, A2 pour la 51e, B2 pour la 52e, etc. L'ordre de la numérotation ne suit donc pas l'ordre alphanumérique. 2016 AA1 suit ainsi 2016 AZ et précède 2016 AB1.

## Liste

### Du1erau 15 février 2016
- 2016 CB
- 2016 CC
- 2016 CE
- 2016 CQ
- 2016 CU
- 2016 CE1
- 2016 CF1
- 2016 CJ1
- 2016 CM1
- 2016 CV1
- 2016 CW1
- 2016 CY1
- 2016 CB2
- 2016 CE2
- 2016 CF2
- 2016 CG2
- 2016 CN2
- 2016 CQ2
- 2016 CS2
- 2016 CZ2
- 2016 CA3
- 2016 CC3
- 2016 CE3
- 2016 CF3
- 2016 CH3
- 2016 CL3
- 2016 CM3
- 2016 CQ3
- 2016 CZ3
- 2016 CA4
- 2016 CC4
- 2016 CJ4
- 2016 CK4
- 2016 CL4
- 2016 CN4
- 2016 CS4
- 2016 CD5
- 2016 CF5
- 2016 CN5
- 2016 CP5
- 2016 CQ5
- 2016 CR5
- 2016 CS5
- 2016 CV5
- 2016 CW5
- 2016 CX5
- 2016 CY5
- 2016 CE6
- 2016 CU6
- 2016 CZ6
- 2016 CA7
- 2016 CB7
- 2016 CJ7
- 2016 CK7
- 2016 CM7
- 2016 CO7
- 2016 CP7
- 2016 CS7
- 2016 CZ7
- 2016 CG8
- 2016 CH8
- 2016 CL8
- 2016 CP8
- 2016 CW8
- 2016 CD9
- 2016 CG9
- 2016 CP9
- 2016 CL10
- 2016 CP10
- 2016 CT10
- 2016 CZ10
- 2016 CC11
- 2016 CE11
- 2016 CJ11
- 2016 CU11
- 2016 CW11
- 2016 CM12
- 2016 CO12
- 2016 CX12
- 2016 CL13
- 2016 CM13
- 2016 CN13
- 2016 CQ13
- 2016 CT13
- 2016 CW13
- 2016 CB14
- 2016 CC14
- 2016 CF14
- 2016 CH14
- 2016 CJ14
- 2016 CK14
- 2016 CM14
- 2016 CY14
- 2016 CH15
- 2016 CJ15
- 2016 CK15
- 2016 CS15
- 2016 CU15
- 2016 CX15
- 2016 CA16
- 2016 CB16
- 2016 CC16
- 2016 CF16
- 2016 CK16
- 2016 CS16
- 2016 CU16
- 2016 CW16
- 2016 CX16
- 2016 CZ16
- 2016 CG17
- 2016 CL17
- 2016 CM17
- 2016 CT17
- 2016 CZ17
- 2016 CA18
- 2016 CC18
- 2016 CG18
- 2016 CH18
- 2016 CK18
- 2016 CL18
- 2016 CU18
- 2016 CV18
- 2016 CX18
- 2016 CB19
- 2016 CD19
- 2016 CH19
- 2016 CK19
- 2016 CN19
- 2016 CU19
- 2016 CE20
- 2016 CF20
- 2016 CJ20
- 2016 CK20
- 2016 CL20
- 2016 CP20
- 2016 CV20
- 2016 CB21
- 2016 CC21
- 2016 CD21
- 2016 CE21
- 2016 CH21
- 2016 CT21
- 2016 CU21
- 2016 CE22
- 2016 CG22
- 2016 CH22
- 2016 CK22
- 2016 CL22
- 2016 CN22
- 2016 CT22
- 2016 CX22
- 2016 CA23
- 2016 CC23
- 2016 CP23
- 2016 CV23
- 2016 CO24
- 2016 CP24
- 2016 CQ24
- 2016 CW24
- 2016 CC25
- 2016 CD25
- 2016 CG25
- 2016 CJ25
- 2016 CN25
- 2016 CP25
- 2016 CQ25
- 2016 CT25
- 2016 CU25
- 2016 CW25
- 2016 CA26
- 2016 CB26
- 2016 CF26
- 2016 CM26
- 2016 CT26
- 2016 CV26
- 2016 CY26
- 2016 CZ26
- 2016 CC27
- 2016 CE27
- 2016 CJ27
- 2016 CO27
- 2016 CA28
- 2016 CC28
- 2016 CJ28
- 2016 CA29
- 2016 CB29
- 2016 CC29
- 2016 CD29
- 2016 CE29
- 2016 CF29
- 2016 CG29
- 2016 CH29
- 2016 CJ29
- 2016 CK29
- 2016 CL29
- 2016 CN29
- 2016 CO29
- 2016 CQ29
- 2016 CR29
- 2016 CS29
- 2016 CT29
- 2016 CU29
- 2016 CW29
- 2016 CZ29
- 2016 CA30
- 2016 CB30
- 2016 CC30
- 2016 CD30
- 2016 CE30
- 2016 CF30
- 2016 CG30
- 2016 CH30
- 2016 CJ30
- 2016 CK30
- 2016 CM30
- 2016 CR30
- 2016 CS30
- 2016 CT30
- 2016 CU30
- 2016 CV30
- 2016 CW30
- 2016 CX30
- 2016 CY30
- 2016 CZ30
- 2016 CB31
- 2016 CD31
- 2016 CE31
- 2016 CF31
- 2016 CG31
- 2016 CH31
- 2016 CJ31
- 2016 CK31
- 2016 CN31
- 2016 CP31
- 2016 CQ31
- 2016 CR31
- 2016 CW31
- 2016 CX31
- 2016 CY31
- 2016 CZ31
- 2016 CA32
- 2016 CB32
- 2016 CC32
- 2016 CD32
- 2016 CE32
- 2016 CF32
- 2016 CG32
- 2016 CH32
- 2016 CJ32
- 2016 CK32
- 2016 CM32
- 2016 CN32
- 2016 CT32
- 2016 CB33
- 2016 CG33
- 2016 CS33
- 2016 CT33
- 2016 CV33
- 2016 CZ33
- 2016 CE34
- 2016 CF34
- 2016 CN34
- 2016 CP34
- 2016 CQ34
- 2016 CK35
- 2016 CM35
- 2016 CS35
- 2016 CU35
- 2016 CY35
- 2016 CA36
- 2016 CC36
- 2016 CD36
- 2016 CJ36
- 2016 CV36
- 2016 CW36
- 2016 CX36
- 2016 CA37
- 2016 CB37
- 2016 CF37
- 2016 CH37
- 2016 CJ37
- 2016 CS37
- 2016 CT37
- 2016 CX37
- 2016 CY37
- 2016 CZ37
- 2016 CD38
- 2016 CL38
- 2016 CQ38
- 2016 CR38
- 2016 CY38
- 2016 CC39
- 2016 CG39
- 2016 CK39
- 2016 CM39
- 2016 CN39
- 2016 CO39
- 2016 CP39
- 2016 CQ39
- 2016 CR39
- 2016 CT39
- 2016 CX39
- 2016 CZ39
- 2016 CH40
- 2016 CQ40
- 2016 CW40
- 2016 CB41
- 2016 CD41
- 2016 CF41
- 2016 CK41
- 2016 CM41
- 2016 CP41
- 2016 CQ41
- 2016 CR41
- 2016 CS41
- 2016 CT41
- 2016 CU41
- 2016 CX41
- 2016 CL42
- 2016 CP42
- 2016 CR42
- 2016 CT42
- 2016 CZ42
- 2016 CB43
- 2016 CC43
- 2016 CD43
- 2016 CH43
- 2016 CL43
- 2016 CR43
- 2016 CS43
- 2016 CW43
- 2016 CY43
- 2016 CA44
- 2016 CF44
- 2016 CM44
- 2016 CQ44
- 2016 CW44
- 2016 CZ44
- 2016 CA45
- 2016 CC45
- 2016 CD45
- 2016 CE45
- 2016 CF45
- 2016 CG45
- 2016 CH45
- 2016 CJ45
- 2016 CM45
- 2016 CR45
- 2016 CY45
- 2016 CB46
- 2016 CD46
- 2016 CE46
- 2016 CG46
- 2016 CH46
- 2016 CM46
- 2016 CN46
- 2016 CR46
- 2016 CS46
- 2016 CU46
- 2016 CW46
- 2016 CX46
- 2016 CB47
- 2016 CD47
- 2016 CJ47
- 2016 CK47
- 2016 CL47
- 2016 CN47
- 2016 CP47
- 2016 CT47
- 2016 CW47
- 2016 CY47
- 2016 CA48
- 2016 CC48
- 2016 CD48
- 2016 CF48
- 2016 CJ48
- 2016 CK48
- 2016 CO48
- 2016 CX48
- 2016 CY48
- 2016 CN49
- 2016 CP49
- 2016 CS49
- 2016 CU49
- 2016 CB50
- 2016 CF50
- 2016 CJ50
- 2016 CL50
- 2016 CN50
- 2016 CO50
- 2016 CR50
- 2016 CY50
- 2016 CZ50
- 2016 CG51
- 2016 CH51
- 2016 CJ51
- 2016 CL51
- 2016 CM51
- 2016 CP51
- 2016 CQ51
- 2016 CS51
- 2016 CT51
- 2016 CU51
- 2016 CW51
- 2016 CX51
- 2016 CY51
- 2016 CA52
- 2016 CB52
- 2016 CH52
- 2016 CJ52
- 2016 CT52
- 2016 CV52
- 2016 CY52
- 2016 CA53
- 2016 CG53
- 2016 CJ53
- 2016 CK53
- 2016 CL53
- 2016 CR53
- 2016 CS53
- 2016 CV53
- 2016 CY53
- 2016 CZ53
- 2016 CC54
- 2016 CE54
- 2016 CG54
- 2016 CH54
- 2016 CK54
- 2016 CO54
- 2016 CS54
- 2016 CV54
- 2016 CW54
- 2016 CD55
- 2016 CG55
- 2016 CH55
- 2016 CL55
- 2016 CM55
- 2016 CO55
- 2016 CP55
- 2016 CQ55
- 2016 CT55
- 2016 CU55
- 2016 CV55
- 2016 CZ55
- 2016 CH56
- 2016 CK56
- 2016 CN56
- 2016 CR56
- 2016 CY56
- 2016 CZ56
- 2016 CE57
- 2016 CG57
- 2016 CH57
- 2016 CK57
- 2016 CN57
- 2016 CQ57
- 2016 CS57
- 2016 CT57
- 2016 CV57
- 2016 CW57
- 2016 CZ57
- 2016 CC58
- 2016 CF58
- 2016 CP58
- 2016 CR58
- 2016 CS58
- 2016 CB59
- 2016 CD59
- 2016 CL59
- 2016 CQ59
- 2016 CT59
- 2016 CU59
- 2016 CX59
- 2016 CC60
- 2016 CD60
- 2016 CF60
- 2016 CG60
- 2016 CJ60
- 2016 CK60
- 2016 CM60
- 2016 CN60
- 2016 CO60
- 2016 CW60
- 2016 CA61
- 2016 CC61
- 2016 CN61
- 2016 CW61
- 2016 CY61
- 2016 CC62
- 2016 CQ62
- 2016 CT62
- 2016 CU62
- 2016 CY62
- 2016 CB63
- 2016 CC63
- 2016 CK63
- 2016 CP63
- 2016 CV63
- 2016 CF64
- 2016 CG64
- 2016 CK64
- 2016 CO64
- 2016 CU64
- 2016 CZ64
- 2016 CB65
- 2016 CC65
- 2016 CD65
- 2016 CE65
- 2016 CM65
- 2016 CS65
- 2016 CU65
- 2016 CZ65
- 2016 CS66
- 2016 CT66
- 2016 CU66
- 2016 CA67
- 2016 CB67
- 2016 CE67
- 2016 CF67
- 2016 CM67
- 2016 CW67
- 2016 CX67
- 2016 CZ67
- 2016 CA68
- 2016 CB68
- 2016 CC68
- 2016 CD68
- 2016 CJ68
- 2016 CL68
- 2016 CQ68
- 2016 CX68
- 2016 CQ69
- 2016 CV69
- 2016 CA70
- 2016 CG70
- 2016 CA71
- 2016 CG71
- 2016 CV71
- 2016 CZ71
- 2016 CA72
- 2016 CF72
- 2016 CT72
- 2016 CU72
- 2016 CW72
- 2016 CA73
- 2016 CG73
- 2016 CP73
- 2016 CS73
- 2016 CN74
- 2016 CO74
- 2016 CP74
- 2016 CT74
- 2016 CZ74
- 2016 CB75
- 2016 CC75
- 2016 CD75
- 2016 CF75
- 2016 CH75
- 2016 CR75
- 2016 CV75
- 2016 CY75
- 2016 CZ75
- 2016 CB76
- 2016 CE76
- 2016 CF76
- 2016 CG76
- 2016 CO76
- 2016 CR76
- 2016 CS76
- 2016 CT76
- 2016 CB77
- 2016 CF77
- 2016 CJ77
- 2016 CK77
- 2016 CL77
- 2016 CM77
- 2016 CT77
- 2016 CZ77
- 2016 CA78
- 2016 CD78
- 2016 CG78
- 2016 CK78
- 2016 CN78
- 2016 CO78
- 2016 CV78
- 2016 CY78
- 2016 CZ78
- 2016 CB79
- 2016 CD79
- 2016 CG79
- 2016 CH79
- 2016 CJ79
- 2016 CN79
- 2016 CS79
- 2016 CB80
- 2016 CC80
- 2016 CE80
- 2016 CF80
- 2016 CG80
- 2016 CK80
- 2016 CM80
- 2016 CN80
- 2016 CQ80
- 2016 CU80
- 2016 CX80
- 2016 CZ80
- 2016 CC81
- 2016 CN81
- 2016 CP81
- 2016 CR81
- 2016 CT81
- 2016 CU81
- 2016 CW81
- 2016 CX81
- 2016 CA82
- 2016 CB82
- 2016 CK82
- 2016 CL82
- 2016 CN82
- 2016 CR82
- 2016 CY82
- 2016 CB83
- 2016 CF83
- 2016 CQ83
- 2016 CU83
- 2016 CB84
- 2016 CD84
- 2016 CE84
- 2016 CK84
- 2016 CN84
- 2016 CR84
- 2016 CW84
- 2016 CZ84
- 2016 CD85
- 2016 CM85
- 2016 CP85
- 2016 CR85
- 2016 CS85
- 2016 CT85
- 2016 CU85
- 2016 CG86
- 2016 CJ86
- 2016 CQ86
- 2016 CR86
- 2016 CS86
- 2016 CU86
- 2016 CV86
- 2016 CD87
- 2016 CF87
- 2016 CL87
- 2016 CU87
- 2016 CA88
- 2016 CB88
- 2016 CE88
- 2016 CH88
- 2016 CL88
- 2016 CN88
- 2016 CP88
- 2016 CS88
- 2016 CV88
- 2016 CW88
- 2016 CX88
- 2016 CC89
- 2016 CF89
- 2016 CH89
- 2016 CL89
- 2016 CQ89
- 2016 CZ89
- 2016 CD90
- 2016 CF90
- 2016 CJ90
- 2016 CK90
- 2016 CO90
- 2016 CR90
- 2016 CS90
- 2016 CV90
- 2016 CW90
- 2016 CY90
- 2016 CC91
- 2016 CK91
- 2016 CO91
- 2016 CP91
- 2016 CT91
- 2016 CV91
- 2016 CW91
- 2016 CA92
- 2016 CB92
- 2016 CD92
- 2016 CH92
- 2016 CM92
- 2016 CP92
- 2016 CR92
- 2016 CS92
- 2016 CW92
- 2016 CG93
- 2016 CJ93
- 2016 CO93
- 2016 CP93
- 2016 CT93
- 2016 CU93
- 2016 CV93
- 2016 CZ93
- 2016 CA94
- 2016 CB94
- 2016 CD94
- 2016 CH94
- 2016 CL94
- 2016 CM94
- 2016 CQ94
- 2016 CS94
- 2016 CT94
- 2016 CU94
- 2016 CX94
- 2016 CA95
- 2016 CB95
- 2016 CC95
- 2016 CE95
- 2016 CF95
- 2016 CH95
- 2016 CK95
- 2016 CL95
- 2016 CP95
- 2016 CQ95
- 2016 CT95
- 2016 CU95
- 2016 CV95
- 2016 CY95
- 2016 CB96
- 2016 CC96
- 2016 CD96
- 2016 CF96
- 2016 CK96
- 2016 CL96
- 2016 CM96
- 2016 CN96
- 2016 CS96
- 2016 CT96
- 2016 CV96
- 2016 CX96
- 2016 CZ96
- 2016 CA97
- 2016 CB97
- 2016 CE97
- 2016 CF97
- 2016 CG97
- 2016 CH97
- 2016 CK97
- 2016 CN97
- 2016 CP97
- 2016 CQ97
- 2016 CS97
- 2016 CU97
- 2016 CV97
- 2016 CX97
- 2016 CY97
- 2016 CA98
- 2016 CD98
- 2016 CE98
- 2016 CF98
- 2016 CG98
- 2016 CH98
- 2016 CJ98
- 2016 CK98
- 2016 CR98
- 2016 CU98
- 2016 CV98
- 2016 CX98
- 2016 CY98
- 2016 CZ98
- 2016 CA99
- 2016 CD99
- 2016 CL99
- 2016 CM99
- 2016 CO99
- 2016 CR99
- 2016 CS99
- 2016 CT99
- 2016 CU99
- 2016 CX99
- 2016 CY99
- 2016 CB100
- 2016 CE100
- 2016 CF100
- 2016 CG100
- 2016 CK100
- 2016 CO100
- 2016 CS100
- 2016 CU100
- 2016 CV100
- 2016 CA101
- 2016 CC101
- 2016 CD101
- 2016 CE101
- 2016 CF101
- 2016 CK101
- 2016 CP101
- 2016 CT101
- 2016 CW101
- 2016 CA102
- 2016 CB102
- 2016 CC102
- 2016 CD102
- 2016 CE102
- 2016 CH102
- 2016 CK102
- 2016 CM102
- 2016 CQ102
- 2016 CS102
- 2016 CH103
- 2016 CJ103
- 2016 CL103
- 2016 CM103
- 2016 CQ103
- 2016 CT103
- 2016 CB104
- 2016 CF104
- 2016 CG104
- 2016 CJ104
- 2016 CK104
- 2016 CX104
- 2016 CZ104
- 2016 CJ105
- 2016 CK105
- 2016 CM105
- 2016 CQ105
- 2016 CR105
- 2016 CU105
- 2016 CA106
- 2016 CF106
- 2016 CH106
- 2016 CM106
- 2016 CO106
- 2016 CP106
- 2016 CW106
- 2016 CX106
- 2016 CZ106
- 2016 CC107
- 2016 CD107
- 2016 CE107
- 2016 CG107
- 2016 CQ107
- 2016 CR107
- 2016 CY107
- 2016 CG108
- 2016 CJ108
- 2016 CL108
- 2016 CN108
- 2016 CW108
- 2016 CY108
- 2016 CZ108
- 2016 CB109
- 2016 CD109
- 2016 CE109
- 2016 CG109
- 2016 CH109
- 2016 CU109
- 2016 CX109
- 2016 CZ109
- 2016 CF110
- 2016 CG110
- 2016 CK110
- 2016 CT110
- 2016 CU110
- 2016 CW110
- 2016 CZ110
- 2016 CA111
- 2016 CB111
- 2016 CC111
- 2016 CG111
- 2016 CH111
- 2016 CL111
- 2016 CM111
- 2016 CN111
- 2016 CQ111
- 2016 CT111
- 2016 CV111
- 2016 CY111
- 2016 CB112
- 2016 CD112
- 2016 CQ112
- 2016 CT112
- 2016 CV112
- 2016 CF113
- 2016 CH113
- 2016 CN113
- 2016 CP113
- 2016 CR113
- 2016 CT113
- 2016 CW113
- 2016 CX113
- 2016 CH114
- 2016 CJ114
- 2016 CK114
- 2016 CN114
- 2016 CQ114
- 2016 CR114
- 2016 CW114
- 2016 CX114
- 2016 CE115
- 2016 CH115
- 2016 CK115
- 2016 CM115
- 2016 CQ115
- 2016 CV115
- 2016 CY115
- 2016 CC116
- 2016 CL116
- 2016 CM116
- 2016 CN116
- 2016 CO116
- 2016 CV116
- 2016 CD117
- 2016 CF117
- 2016 CJ117
- 2016 CK117
- 2016 CO117
- 2016 CS117
- 2016 CU117
- 2016 CC118
- 2016 CE118
- 2016 CG118
- 2016 CJ118
- 2016 CM118
- 2016 CN118
- 2016 CQ118
- 2016 CV118
- 2016 CW118
- 2016 CX118
- 2016 CZ118
- 2016 CB119
- 2016 CC119
- 2016 CH119
- 2016 CJ119
- 2016 CK119
- 2016 CR119
- 2016 CV119
- 2016 CW119
- 2016 CY119
- 2016 CA120
- 2016 CD120
- 2016 CH120
- 2016 CM120
- 2016 CN120
- 2016 CS120
- 2016 CV120
- 2016 CW120
- 2016 CD121
- 2016 CG121
- 2016 CJ121
- 2016 CL121
- 2016 CM121
- 2016 CO121
- 2016 CS121
- 2016 CT121
- 2016 CU121
- 2016 CC122
- 2016 CD122
- 2016 CF122
- 2016 CH122
- 2016 CK122
- 2016 CL122
- 2016 CO122
- 2016 CS122
- 2016 CT122
- 2016 CV122
- 2016 CW122
- 2016 CA123
- 2016 CH123
- 2016 CJ123
- 2016 CK123
- 2016 CO123
- 2016 CP123
- 2016 CR123
- 2016 CS123
- 2016 CT123
- 2016 CV123
- 2016 CW123
- 2016 CB124
- 2016 CC124
- 2016 CD124
- 2016 CF124
- 2016 CH124
- 2016 CK124
- 2016 CM124
- 2016 CO124
- 2016 CP124
- 2016 CQ124
- 2016 CT124
- 2016 CW124
- 2016 CB125
- 2016 CD125
- 2016 CH125
- 2016 CK125
- 2016 CN125
- 2016 CO125
- 2016 CP125
- 2016 CR125
- 2016 CY125
- 2016 CZ125
- 2016 CA126
- 2016 CB126
- 2016 CD126
- 2016 CG126
- 2016 CJ126
- 2016 CQ126
- 2016 CS126
- 2016 CU126
- 2016 CX126
- 2016 CY126
- 2016 CA127
- 2016 CB127
- 2016 CC127
- 2016 CF127
- 2016 CH127
- 2016 CJ127
- 2016 CL127
- 2016 CP127
- 2016 CS127
- 2016 CV127
- 2016 CW127
- 2016 CX127
- 2016 CB128
- 2016 CE128
- 2016 CJ128
- 2016 CK128
- 2016 CP128
- 2016 CW128
- 2016 CX128
- 2016 CZ128
- 2016 CC129
- 2016 CG129
- 2016 CL129
- 2016 CM129
- 2016 CN129
- 2016 CP129
- 2016 CQ129
- 2016 CR129
- 2016 CT129
- 2016 CX129
- 2016 CD130
- 2016 CE130
- 2016 CG130
- 2016 CK130
- 2016 CL130
- 2016 CM130
- 2016 CQ130
- 2016 CT130
- 2016 CV130
- 2016 CY130
- 2016 CB131
- 2016 CD131
- 2016 CH131
- 2016 CO131
- 2016 CS131
- 2016 CT131
- 2016 CW131
- 2016 CY131
- 2016 CC132
- 2016 CG132
- 2016 CJ132
- 2016 CL132
- 2016 CM132
- 2016 CP132
- 2016 CR132
- 2016 CU132
- 2016 CW132
- 2016 CX132
- 2016 CY132
- 2016 CA133
- 2016 CF133
- 2016 CG133
- 2016 CJ133
- 2016 CO133
- 2016 CP133
- 2016 CV133
- 2016 CW133
- 2016 CX133
- 2016 CC134
- 2016 CE134
- 2016 CF134
- 2016 CG134
- 2016 CM134
- 2016 CP134
- 2016 CQ134
- 2016 CR134
- 2016 CV134
- 2016 CW134
- 2016 CA135
- 2016 CB135
- 2016 CC135
- 2016 CE135
- 2016 CF135
- 2016 CH135
- 2016 CJ135
- 2016 CN135
- 2016 CO135
- 2016 CP135
- 2016 CQ135
- 2016 CS135
- 2016 CV135
- 2016 CW135
- 2016 CX135
- 2016 CY135
- 2016 CZ135
- 2016 CB136
- 2016 CC136
- 2016 CD136
- 2016 CF136
- 2016 CG136
- 2016 CH136
- 2016 CJ136
- 2016 CK136
- 2016 CL136
- 2016 CM136
- 2016 CN136
- 2016 CO136
- 2016 CP136
- 2016 CQ136
- 2016 CS136
- 2016 CU136
- 2016 CW136
- 2016 CY136
- 2016 CA137
- 2016 CB137
- 2016 CC137
- 2016 CD137
- 2016 CE137
- 2016 CF137
- 2016 CG137
- 2016 CH137
- 2016 CJ137
- 2016 CK137
- 2016 CL137
- 2016 CM137
- 2016 CN137
- 2016 CO137
- 2016 CQ137
- 2016 CR137
- 2016 CS137
- 2016 CU137
- 2016 CV137
- 2016 CW137
- 2016 CX137
- 2016 CY137
- 2016 CZ137
- 2016 CA138
- 2016 CB138
- 2016 CF138
- 2016 CH138
- 2016 CJ138
- 2016 CK138
- 2016 CP138
- 2016 CX138
- 2016 CE139
- 2016 CF139
- 2016 CK139
- 2016 CM139
- 2016 CN139
- 2016 CP139
- 2016 CS139
- 2016 CB140
- 2016 CE140
- 2016 CF140
- 2016 CL140
- 2016 CP140
- 2016 CQ140
- 2016 CT140
- 2016 CV140
- 2016 CX140
- 2016 CY140
- 2016 CZ140
- 2016 CD141
- 2016 CE141
- 2016 CH141
- 2016 CJ141
- 2016 CK141
- 2016 CM141
- 2016 CO141
- 2016 CP141
- 2016 CQ141
- 2016 CS141
- 2016 CT141
- 2016 CU141
- 2016 CB142
- 2016 CC142
- 2016 CE142
- 2016 CF142
- 2016 CN142
- 2016 CQ142
- 2016 CR142
- 2016 CS142
- 2016 CV142
- 2016 CB144
- 2016 CF144
- 2016 CQ144
- 2016 CS144
- 2016 CZ144
- 2016 CA145
- 2016 CH145
- 2016 CK145
- 2016 CL145
- 2016 CO145
- 2016 CX145
- 2016 CB146
- 2016 CE146
- 2016 CO146
- 2016 CQ146
- 2016 CR146
- 2016 CS146
- 2016 CU146
- 2016 CG147
- 2016 CN147
- 2016 CP147
- 2016 CQ147
- 2016 CT147
- 2016 CU147
- 2016 CX147
- 2016 CF148
- 2016 CH148
- 2016 CO148
- 2016 CQ148
- 2016 CR148
- 2016 CS148
- 2016 CU148
- 2016 CA149
- 2016 CC149
- 2016 CD149
- 2016 CE149
- 2016 CF149
- 2016 CG149
- 2016 CE150
- 2016 CK150
- 2016 CO150
- 2016 CQ150
- 2016 CS150
- 2016 CU150
- 2016 CY150
- 2016 CF151
- 2016 CL151
- 2016 CO151
- 2016 CA152
- 2016 CH152
- 2016 CJ152
- 2016 CP152
- 2016 CX152
- 2016 CH153
- 2016 CL153
- 2016 CQ153
- 2016 CU153
- 2016 CX153
- 2016 CA154
- 2016 CD154
- 2016 CG154
- 2016 CJ154
- 2016 CK154
- 2016 CS154
- 2016 CT154
- 2016 CW154
- 2016 CX154
- 2016 CY154
- 2016 CA155
- 2016 CC155
- 2016 CD155
- 2016 CF155
- 2016 CJ155
- 2016 CL155
- 2016 CM155
- 2016 CN155
- 2016 CP155
- 2016 CT155
- 2016 CV155
- 2016 CF156
- 2016 CJ156
- 2016 CM156
- 2016 CO156
- 2016 CU156
- 2016 CV156
- 2016 CB157
- 2016 CD157
- 2016 CE157
- 2016 CK157
- 2016 CT157
- 2016 CU157
- 2016 CZ157
- 2016 CF158
- 2016 CH158
- 2016 CR158
- 2016 CY158
- 2016 CC159
- 2016 CE159
- 2016 CF159
- 2016 CL159
- 2016 CN159
- 2016 CO159
- 2016 CS159
- 2016 CT159
- 2016 CU159
- 2016 CZ159
- 2016 CD160
- 2016 CM160
- 2016 CB161
- 2016 CG161
- 2016 CN161
- 2016 CP161
- 2016 CQ161
- 2016 CT161
- 2016 CV161
- 2016 CY161
- 2016 CZ161
- 2016 CC162
- 2016 CD162
- 2016 CF162
- 2016 CJ162
- 2016 CK162
- 2016 CM162
- 2016 CN162
- 2016 CS162
- 2016 CW162
- 2016 CY162
- 2016 CA163
- 2016 CH163
- 2016 CJ163
- 2016 CL163
- 2016 CM163
- 2016 CN163
- 2016 CQ163
- 2016 CV163
- 2016 CW163
- 2016 CA164
- 2016 CB164
- 2016 CC164
- 2016 CG164
- 2016 CH164
- 2016 CJ164
- 2016 CN164
- 2016 CP164
- 2016 CQ164
- 2016 CS164
- 2016 CV164
- 2016 CC165
- 2016 CH165
- 2016 CJ165
- 2016 CK165
- 2016 CL165
- 2016 CN165
- 2016 CS165
- 2016 CT165
- 2016 CU165
- 2016 CV165
- 2016 CG166
- 2016 CH166
- 2016 CK166
- 2016 CP166
- 2016 CX166
- 2016 CL167
- 2016 CO167
- 2016 CT167
- 2016 CB168
- 2016 CE168
- 2016 CF168
- 2016 CP168
- 2016 CR168
- 2016 CW168
- 2016 CA169
- 2016 CB169
- 2016 CC169
- 2016 CD169
- 2016 CF169
- 2016 CH169
- 2016 CN169
- 2016 CQ169
- 2016 CT169
- 2016 CU169
- 2016 CX169
- 2016 CD170
- 2016 CF170
- 2016 CG170
- 2016 CL170
- 2016 CO170
- 2016 CQ170
- 2016 CY170
- 2016 CA171
- 2016 CC171
- 2016 CD171
- 2016 CF171
- 2016 CH171
- 2016 CN171
- 2016 CP171
- 2016 CT171
- 2016 CA172
- 2016 CC172
- 2016 CK172
- 2016 CM172
- 2016 CW172
- 2016 CX172
- 2016 CA173
- 2016 CB173
- 2016 CH173
- 2016 CJ173
- 2016 CP173
- 2016 CR173
- 2016 CW173
- 2016 CY173
- 2016 CZ173
- 2016 CD174
- 2016 CE174
- 2016 CF174
- 2016 CM174
- 2016 CP174
- 2016 CQ174
- 2016 CV174
- 2016 CW174
- 2016 CY174
- 2016 CB175
- 2016 CD175
- 2016 CJ175
- 2016 CN175
- 2016 CO175
- 2016 CP175
- 2016 CR175
- 2016 CT175
- 2016 CU175
- 2016 CV175
- 2016 CW175
- 2016 CY175
- 2016 CZ175
- 2016 CF176
- 2016 CG176
- 2016 CH176
- 2016 CJ176
- 2016 CL176
- 2016 CM176
- 2016 CO176
- 2016 CQ176
- 2016 CR176
- 2016 CT176
- 2016 CV176
- 2016 CY176
- 2016 CB177
- 2016 CC177
- 2016 CD177
- 2016 CF177
- 2016 CH177
- 2016 CJ177
- 2016 CK177
- 2016 CM177
- 2016 CN177
- 2016 CO177
- 2016 CP177
- 2016 CR177
- 2016 CT177
- 2016 CW177
- 2016 CX177
- 2016 CA178
- 2016 CB178
- 2016 CC178
- 2016 CD178
- 2016 CH178
- 2016 CK178
- 2016 CM178
- 2016 CO178
- 2016 CQ178
- 2016 CR178
- 2016 CS178
- 2016 CV178
- 2016 CW178
- 2016 CX178
- 2016 CZ178
- 2016 CA179
- 2016 CB179
- 2016 CC179
- 2016 CJ179
- 2016 CK179
- 2016 CL179
- 2016 CM179
- 2016 CN179
- 2016 CQ179
- 2016 CS179
- 2016 CU179
- 2016 CV179
- 2016 CX179
- 2016 CY179
- 2016 CD180
- 2016 CE180
- 2016 CH180
- 2016 CJ180
- 2016 CK180
- 2016 CL180
- 2016 CM180
- 2016 CX180
- 2016 CA181
- 2016 CD181
- 2016 CH181
- 2016 CJ181
- 2016 CM181
- 2016 CN181
- 2016 CO181
- 2016 CQ181
- 2016 CR181
- 2016 CV181
- 2016 CW181
- 2016 CY181
- 2016 CZ181
- 2016 CC182
- 2016 CQ182
- 2016 CS182
- 2016 CT182
- 2016 CV182
- 2016 CW182
- 2016 CX182
- 2016 CY182
- 2016 CZ182
- 2016 CE183
- 2016 CF183
- 2016 CG183
- 2016 CH183
- 2016 CJ183
- 2016 CK183
- 2016 CL183
- 2016 CM183
- 2016 CO183
- 2016 CU183
- 2016 CX183
- 2016 CB184
- 2016 CF184
- 2016 CG184
- 2016 CH184
- 2016 CK184
- 2016 CN184
- 2016 CO184
- 2016 CX184
- 2016 CY184
- 2016 CE185
- 2016 CF185
- 2016 CR185
- 2016 CS185
- 2016 CU185
- 2016 CV185
- 2016 CC186
- 2016 CK186
- 2016 CM186
- 2016 CN186
- 2016 CO186
- 2016 CP186
- 2016 CV186
- 2016 CA187
- 2016 CB187
- 2016 CE187
- 2016 CG187
- 2016 CH187
- 2016 CK187
- 2016 CM187
- 2016 CP187
- 2016 CQ187
- 2016 CR187
- 2016 CT187
- 2016 CU187
- 2016 CV187
- 2016 CX187
- 2016 CY187
- 2016 CA188
- 2016 CC188
- 2016 CH188
- 2016 CJ188
- 2016 CK188
- 2016 CN188
- 2016 CR188
- 2016 CS188
- 2016 CF189
- 2016 CH189
- 2016 CU189
- 2016 CW189
- 2016 CZ189
- 2016 CG190
- 2016 CM190
- 2016 CP190
- 2016 CR190
- 2016 CU190
- 2016 CY190
- 2016 CD191
- 2016 CE191
- 2016 CH191
- 2016 CJ191
- 2016 CQ191
- 2016 CU191
- 2016 CX191
- 2016 CA192
- 2016 CB192
- 2016 CE192
- 2016 CG192
- 2016 CH192
- 2016 CN192
- 2016 CO192
- 2016 CR192
- 2016 CT192
- 2016 CV192
- 2016 CY192
- 2016 CZ192
- 2016 CA193
- 2016 CB193
- 2016 CC193
- 2016 CF193
- 2016 CJ193
- 2016 CL193
- 2016 CM193
- 2016 CO193
- 2016 CQ193
- 2016 CU193
- 2016 CV193
- 2016 CW193
- 2016 CY193
- 2016 CZ193
- 2016 CA194
- 2016 CC194
- 2016 CD194
- 2016 CE194
- 2016 CF194
- 2016 CG194
- 2016 CH194
- 2016 CJ194
- 2016 CK194
- 2016 CL194
- 2016 CM194
- 2016 CN194
- 2016 CO194
- 2016 CR194
- 2016 CS194
- 2016 CT194
- 2016 CU194
- 2016 CW194
- 2016 CX194
- 2016 CY194
- 2016 CB195
- 2016 CC195
- 2016 CE195
- 2016 CF195
- 2016 CJ195
- 2016 CK195
- 2016 CL195
- 2016 CM195
- 2016 CN195
- 2016 CO195
- 2016 CP195
- 2016 CQ195
- 2016 CR195
- 2016 CS195
- 2016 CY195
- 2016 CZ195
- 2016 CA196
- 2016 CB196
- 2016 CC196
- 2016 CE196
- 2016 CF196
- 2016 CG196
- 2016 CK196
- 2016 CW196
- 2016 CC197
- 2016 CD197
- 2016 CE197
- 2016 CF197
- 2016 CZ197
- 2016 CG198
- 2016 CM198
- 2016 CO198
- 2016 CR198
- 2016 CS198
- 2016 CT198
- 2016 CU198
- 2016 CV198
- 2016 CW198
- 2016 CB199
- 2016 CC199
- 2016 CF199
- 2016 CK199
- 2016 CL199
- 2016 CN199
- 2016 CO199
- 2016 CP199
- 2016 CT199
- 2016 CU199
- 2016 CV199
- 2016 CY199
- 2016 CB200
- 2016 CD200
- 2016 CG200
- 2016 CK200
- 2016 CL200
- 2016 CN200
- 2016 CZ200
- 2016 CA201
- 2016 CC201
- 2016 CD201
- 2016 CE201
- 2016 CH201
- 2016 CP201
- 2016 CX201
- 2016 CD202
- 2016 CE202
- 2016 CF202
- 2016 CG202
- 2016 CJ202
- 2016 CO202
- 2016 CQ202
- 2016 CV202
- 2016 CY202
- 2016 CC203
- 2016 CD203
- 2016 CF203
- 2016 CG203
- 2016 CK203
- 2016 CM203
- 2016 CR203
- 2016 CS203
- 2016 CU203
- 2016 CX203
- 2016 CY203
- 2016 CZ203
- 2016 CC204
- 2016 CF204
- 2016 CK204
- 2016 CL204
- 2016 CU204
- 2016 CW204
- 2016 CB205
- 2016 CC205
- 2016 CE205
- 2016 CF205
- 2016 CH205
- 2016 CQ205
- 2016 CS205
- 2016 CX205
- 2016 CZ205
- 2016 CC206
- 2016 CF206
- 2016 CH206
- 2016 CJ206
- 2016 CK206
- 2016 CT206
- 2016 CU206
- 2016 CV206
- 2016 CZ206
- 2016 CM207
- 2016 CQ207
- 2016 CR207
- 2016 CS207
- 2016 CU207
- 2016 CB208
- 2016 CD208
- 2016 CE208
- 2016 CK208
- 2016 CS208
- 2016 CT208
- 2016 CZ208
- 2016 CC209
- 2016 CF209
- 2016 CH209
- 2016 CM209
- 2016 CN209
- 2016 CR209
- 2016 CT209
- 2016 CV209
- 2016 CX209
- 2016 CZ209
- 2016 CA210
- 2016 CB210
- 2016 CE210
- 2016 CJ210
- 2016 CN210
- 2016 CP210
- 2016 CQ210
- 2016 CR210
- 2016 CH211
- 2016 CJ211
- 2016 CM211
- 2016 CP211
- 2016 CR211
- 2016 CV211
- 2016 CH212
- 2016 CO212
- 2016 CR212
- 2016 CU212
- 2016 CY212
- 2016 CZ212
- 2016 CE213
- 2016 CG213
- 2016 CK213
- 2016 CO213
- 2016 CR213
- 2016 CZ213
- 2016 CC214
- 2016 CK214
- 2016 CO214
- 2016 CS214
- 2016 CV214
- 2016 CY214
- 2016 CZ214
- 2016 CE215
- 2016 CH215
- 2016 CJ215
- 2016 CK215
- 2016 CM215
- 2016 CQ215
- 2016 CS215
- 2016 CT215
- 2016 CY215
- 2016 CC216
- 2016 CE216
- 2016 CG216
- 2016 CH216
- 2016 CM216
- 2016 CU216
- 2016 CV216
- 2016 CB217
- 2016 CD217
- 2016 CE217
- 2016 CJ217
- 2016 CL217
- 2016 CN217
- 2016 CP217
- 2016 CT217
- 2016 CV217
- 2016 CW217
- 2016 CZ217
- 2016 CB218
- 2016 CC218
- 2016 CD218
- 2016 CE218
- 2016 CH218
- 2016 CK218
- 2016 CO218
- 2016 CQ218
- 2016 CV218
- 2016 CC219
- 2016 CD219
- 2016 CN219
- 2016 CP219
- 2016 CQ219
- 2016 CS219
- 2016 CU219
- 2016 CW219
- 2016 CA220
- 2016 CE220
- 2016 CG220
- 2016 CJ220
- 2016 CN220
- 2016 CP220
- 2016 CT220
- 2016 CX220
- 2016 CY220
- 2016 CZ220
- 2016 CE221
- 2016 CK221
- 2016 CL221
- 2016 CN221
- 2016 CQ221
- 2016 CR221
- 2016 CU221
- 2016 CW221
- 2016 CY221
- 2016 CH222
- 2016 CJ222
- 2016 CM222
- 2016 CT222
- 2016 CV222
- 2016 CW222
- 2016 CZ222
- 2016 CA223
- 2016 CB223
- 2016 CH223
- 2016 CP223
- 2016 CU223
- 2016 CF224
- 2016 CG224
- 2016 CH224
- 2016 CJ224
- 2016 CK224
- 2016 CL224
- 2016 CO224
- 2016 CR224
- 2016 CS224
- 2016 CY224
- 2016 CA225
- 2016 CB225
- 2016 CE225
- 2016 CK225
- 2016 CM225
- 2016 CN225
- 2016 CO225
- 2016 CV225
- 2016 CA226
- 2016 CE226
- 2016 CN226
- 2016 CO226
- 2016 CP226
- 2016 CT226
- 2016 CX226
- 2016 CB227
- 2016 CK227
- 2016 CL227
- 2016 CN227
- 2016 CQ227
- 2016 CS227
- 2016 CT227
- 2016 CU227
- 2016 CV227
- 2016 CY227
- 2016 CZ227
- 2016 CG228
- 2016 CJ228
- 2016 CL228
- 2016 CV228
- 2016 CW228
- 2016 CH229
- 2016 CR229
- 2016 CS229
- 2016 CT229
- 2016 CW229
- 2016 CA230
- 2016 CD230
- 2016 CG230
- 2016 CJ230
- 2016 CN230
- 2016 CR230
- 2016 CX230
- 2016 CE231
- 2016 CM231
- 2016 CV231
- 2016 CX231
- 2016 CY231
- 2016 CD232
- 2016 CG232
- 2016 CJ232
- 2016 CK232
- 2016 CO232
- 2016 CR232
- 2016 CT232
- 2016 CW232
- 2016 CX232
- 2016 CY232
- 2016 CB233
- 2016 CF233
- 2016 CN233
- 2016 CO233
- 2016 CP233
- 2016 CQ233
- 2016 CT233
- 2016 CV233
- 2016 CW233
- 2016 CY233
- 2016 CA234
- 2016 CJ234
- 2016 CP234
- 2016 CT234
- 2016 CU234
- 2016 CV234
- 2016 CY234
- 2016 CB235
- 2016 CC235
- 2016 CJ235
- 2016 CL235
- 2016 CM235
- 2016 CP235
- 2016 CS235
- 2016 CT235
- 2016 CX235
- 2016 CB236
- 2016 CC236
- 2016 CD236
- 2016 CG236
- 2016 CH236
- 2016 CK236
- 2016 CO236
- 2016 CS236
- 2016 CV236
- 2016 CB237
- 2016 CF237
- 2016 CG237
- 2016 CJ237
- 2016 CR237
- 2016 CV237
- 2016 CW237
- 2016 CY237
- 2016 CB238
- 2016 CD238
- 2016 CH238
- 2016 CL238
- 2016 CM238
- 2016 CS238
- 2016 CV238
- 2016 CY238
- 2016 CZ238
- 2016 CA239
- 2016 CD239
- 2016 CE239
- 2016 CM239
- 2016 CP239
- 2016 CQ239
- 2016 CS239
- 2016 CB240
- 2016 CJ240
- 2016 CK240
- 2016 CM240
- 2016 CN240
- 2016 CQ240
- 2016 CW240
- 2016 CZ240
- 2016 CA241
- 2016 CB241
- 2016 CC241
- 2016 CE241
- 2016 CF241
- 2016 CG241
- 2016 CH241
- 2016 CN241
- 2016 CQ241
- 2016 CR241
- 2016 CV241
- 2016 CW241
- 2016 CX241
- 2016 CY241
- 2016 CZ241
- 2016 CD242
- 2016 CE242
- 2016 CL242
- 2016 CM242
- 2016 CN242
- 2016 CR242
- 2016 CT242
- 2016 CU242
- 2016 CW242
- 2016 CY242
- 2016 CA243
- 2016 CD243
- 2016 CQ243
- 2016 CR243
- 2016 CS243
- 2016 CU243
- 2016 CY243
- 2016 CZ243
- 2016 CA244
- 2016 CB244
- 2016 CC244
- 2016 CE244
- 2016 CF244
- 2016 CJ244
- 2016 CO244
- 2016 CP244
- 2016 CR244
- 2016 CU244
- 2016 CX244
- 2016 CY244
- 2016 CZ244
- 2016 CE245
- 2016 CF245
- 2016 CG245
- 2016 CJ245
- 2016 CO245
- 2016 CT245
- 2016 CV245
- 2016 CD246
- 2016 CE246
- 2016 CG246
- 2016 CH246
- 2016 CK246
- 2016 CL246
- 2016 CM246
- 2016 CN246
- 2016 CO246
- 2016 CP246
- 2016 CQ246
- 2016 CR246
- 2016 CS246
- 2016 CT246
- 2016 CU246
- 2016 CV246
- 2016 CW246
- 2016 CX246
- 2016 CB247
- 2016 CC247
- 2016 CD247
- 2016 CE247
- 2016 CF247
- 2016 CH247
- 2016 CM247
- 2016 CN247
- 2016 CO247
- 2016 CP247
- 2016 CQ247
- 2016 CR247
- 2016 CS247
- 2016 CV247
- 2016 CW247
- 2016 CX247
- 2016 CY247
- 2016 CZ247
- 2016 CA248
- 2016 CB248
- 2016 CC248
- 2016 CD248
- 2016 CE248
- 2016 CG248
- 2016 CJ248
- 2016 CK248
- 2016 CL248
- 2016 CM248
- 2016 CN248
- 2016 CO248
- 2016 CP248
- 2016 CT248
- 2016 CA249
- 2016 CC249
- 2016 CK249
- 2016 CM249
- 2016 CN249
- 2016 CP249
- 2016 CR249
- 2016 CS249
- 2016 CU249
- 2016 CX249
- 2016 CA250
- 2016 CB250
- 2016 CE250
- 2016 CH250
- 2016 CK250
- 2016 CN250
- 2016 CO250
- 2016 CQ250
- 2016 CW250
- 2016 CX250
- 2016 CY250
- 2016 CZ250
- 2016 CE251
- 2016 CP251
- 2016 CX251
- 2016 CY251
- 2016 CD252
- 2016 CE252
- 2016 CG252
- 2016 CN252
- 2016 CO252
- 2016 CQ252
- 2016 CR252
- 2016 CZ252
- 2016 CN253
- 2016 CO253
- 2016 CR253
- 2016 CX253
- 2016 CD254
- 2016 CF254
- 2016 CG254
- 2016 CO254
- 2016 CS254
- 2016 CT254
- 2016 CA255
- 2016 CB255
- 2016 CK255
- 2016 CL255
- 2016 CN255
- 2016 CU255
- 2016 CV255
- 2016 CZ255
- 2016 CE256
- 2016 CJ256
- 2016 CK256
- 2016 CL256
- 2016 CO256
- 2016 CU256
- 2016 CZ256
- 2016 CA257
- 2016 CG257
- 2016 CJ257
- 2016 CK257
- 2016 CM257
- 2016 CO257
- 2016 CP257
- 2016 CT257
- 2016 CX257
- 2016 CB258
- 2016 CE258
- 2016 CM258
- 2016 CO258
- 2016 CU258
- 2016 CH259
- 2016 CD260
- 2016 CK260
- 2016 CA261
- 2016 CF261
- 2016 CC262
- 2016 CH262
- 2016 CL262
- 2016 CO262
- 2016 CP262
- 2016 CS262
- 2016 CT262
- 2016 CU262
- 2016 CV262
- 2016 CW262
- 2016 CU263
- 2016 CV263
- 2016 CX263
- 2016 CB264
- 2016 CF264
- 2016 CL264
- 2016 CM264
- 2016 CO264
- 2016 CP264
- 2016 CT264
- 2016 CU264
- 2016 CW264
- 2016 CZ264
- 2016 CA265
- 2016 CD265
- 2016 CF265
- 2016 CG265
- 2016 CH265
- 2016 CK265
- 2016 CN265
- 2016 CO265
- 2016 CP265
- 2016 CS265
- 2016 CU265
- 2016 CZ265
- 2016 CB266
- 2016 CE266
- 2016 CG266
- 2016 CN266
- 2016 CO266
- 2016 CS266
- 2016 CU266
- 2016 CV266
- 2016 CX266
- 2016 CY266
- 2016 CZ266
- 2016 CA267
- 2016 CB267
- 2016 CD267
- 2016 CE267
- 2016 CF267
- 2016 CK267
- 2016 CM267
- 2016 CN267
- 2016 CO267
- 2016 CQ267
- 2016 CS267
- 2016 CT267
- 2016 CU267
- 2016 CW267
- 2016 CX267
- 2016 CY267
- 2016 CZ267
- 2016 CA268
- 2016 CB268
- 2016 CD268
- 2016 CE268
- 2016 CF268
- 2016 CG268
- 2016 CH268
- 2016 CJ268
- 2016 CK268
- 2016 CL268
- 2016 CM268
- 2016 CN268
- 2016 CP268
- 2016 CQ268
- 2016 CR268
- 2016 CS268
- 2016 CT268
- 2016 CU268
- 2016 CV268
- 2016 CW268
- 2016 CX268
- 2016 CY268
- 2016 CZ268
- 2016 CB269
- 2016 CC269
- 2016 CD269
- 2016 CE269
- 2016 CF269
- 2016 CG269
- 2016 CH269
- 2016 CK269
- 2016 CL269
- 2016 CM269
- 2016 CN269
- 2016 CP269
- 2016 CS269
- 2016 CT269
- 2016 CU269
- 2016 CV269
- 2016 CW269
- 2016 CX269
- 2016 CY269
- 2016 CZ269
- 2016 CA270
- 2016 CF270
- 2016 CG270
- 2016 CH270
- 2016 CJ270
- 2016 CK270
- 2016 CM270
- 2016 CN270
- 2016 CO270
- 2016 CP270
- 2016 CR270
- 2016 CS270
- 2016 CT270
- 2016 CU270
- 2016 CV270
- 2016 CW270
- 2016 CY270
- 2016 CZ270
- 2016 CB271
- 2016 CD271
- 2016 CF271
- 2016 CG271
- 2016 CH271
- 2016 CJ271
- 2016 CK271
- 2016 CL271
- 2016 CN271
- 2016 CP271
- 2016 CQ271
- 2016 CS271
- 2016 CV271
- 2016 CX271
- 2016 CY271
- 2016 CZ271
- 2016 CB272
- 2016 CD272
- 2016 CF272
- 2016 CG272
- 2016 CJ272
- 2016 CM272
- 2016 CP272
- 2016 CQ272
- 2016 CT272
- 2016 CU272
- 2016 CV272
- 2016 CX272
- 2016 CY272
- 2016 CZ272
- 2016 CE273
- 2016 CJ273
- 2016 CK273
- 2016 CL273
- 2016 CM273
- 2016 CP273
- 2016 CQ273
- 2016 CR273
- 2016 CS273
- 2016 CT273
- 2016 CW273
- 2016 CX273
- 2016 CY273
- 2016 CZ273
- 2016 CA274
- 2016 CB274
- 2016 CC274
- 2016 CD274
- 2016 CF274
- 2016 CG274
- 2016 CH274
- 2016 CJ274
- 2016 CL274
- 2016 CN274
- 2016 CQ274
- 2016 CS274
- 2016 CT274
- 2016 CU274
- 2016 CV274
- 2016 CW274
- 2016 CX274
- 2016 CY274
- 2016 CZ274
- 2016 CA275
- 2016 CB275
- 2016 CH275
- 2016 CK275
- 2016 CM275
- 2016 CN275
- 2016 CO275
- 2016 CQ275
- 2016 CS275
- 2016 CT275
- 2016 CU275
- 2016 CV275
- 2016 CW275
- 2016 CZ275
- 2016 CA276
- 2016 CB276
- 2016 CD276
- 2016 CE276
- 2016 CH276
- 2016 CK276
- 2016 CM276
- 2016 CN276
- 2016 CP276
- 2016 CQ276
- 2016 CR276
- 2016 CU276
- 2016 CV276
- 2016 CW276
- 2016 CX276
- 2016 CY276
- 2016 CZ276
- 2016 CB277
- 2016 CC277
- 2016 CE277
- 2016 CL277
- 2016 CO277
- 2016 CP277
- 2016 CS277
- 2016 CT277
- 2016 CX277
- 2016 CF278
- 2016 CJ278
- 2016 CL278
- 2016 CT278
- 2016 CV278
- 2016 CG279
- 2016 CB281
- 2016 CO281
- 2016 CZ281
- 2016 CH282
- 2016 CK282
- 2016 CU282
- 2016 CD284
- 2016 CG284
- 2016 CJ285
- 2016 CK285
- 2016 CL285
- 2016 CO285
- 2016 CS285
- 2016 CV285
- 2016 CY285
- 2016 CN286
- 2016 CY286
- 2016 CE287
- 2016 CL287
- 2016 CD289
- 2016 CE289
- 2016 CL289
- 2016 CB290
- 2016 CE290
- 2016 CQ290
- 2016 CR290
- 2016 CS290
- 2016 CZ290
- 2016 CB291
- 2016 CH291
- 2016 CX291
- 2016 CA292
- 2016 CZ292
- 2016 CA293
- 2016 CB293
- 2016 CU294
- 2016 CV294
- 2016 CF295
- 2016 CG295
- 2016 CJ295
- 2016 CO295
- 2016 CS295
- 2016 CV295
- 2016 CW295
- 2016 CY295
- 2016 CA296
- 2016 CE296
- 2016 CU296
- 2016 CY296
- 2016 CD297
- 2016 CF297
- 2016 CX297
- 2016 CB298
- 2016 CC298
- 2016 CH298
- 2016 CT298
- 2016 CM299
- 2016 CB300
- 2016 CE300
- 2016 CG300
- 2016 CH300
- 2016 CJ300
- 2016 CM300
- 2016 CN300
- 2016 CO300
- 2016 CQ300
- 2016 CR300
- 2016 CT300
- 2016 CY300
- 2016 CC301
- 2016 CG301
- 2016 CR301
- 2016 CX301
- 2016 CB302
- 2016 CG302
- 2016 CL302
- 2016 CO302
- 2016 CQ302
- 2016 CR302
- 2016 CA303
- 2016 CF303
- 2016 CO303
- 2016 CU303
- 2016 CW303
- 2016 CX303
- 2016 CA304
- 2016 CB304
- 2016 CD304
- 2016 CL304
- 2016 CR304
- 2016 CW304
- 2016 CG305
- 2016 CO305
- 2016 CP305
- 2016 CS305
- 2016 CU305
- 2016 CY305
- 2016 CZ305
- 2016 CE306
- 2016 CF306
- 2016 CG306
- 2016 CM306
- 2016 CO306
- 2016 CR306
- 2016 CU306
- 2016 CC307
- 2016 CD307
- 2016 CF307
- 2016 CH307
- 2016 CQ307
- 2016 CV307
- 2016 CW307
- 2016 CX307
- 2016 CY307
- 2016 CO308
- 2016 CQ308
- 2016 CR308
- 2016 CU308
- 2016 CX308
- 2016 CS309
- 2016 CT309
- 2016 CW309
- 2016 CJ310
- 2016 CL310
- 2016 CP310
- 2016 CQ310
- 2016 CU310
- 2016 CV310
- 2016 CE311
- 2016 CF311
- 2016 CK311
- 2016 CV311
- 2016 CX311
- 2016 CY311
- 2016 CB312
- 2016 CC312
- 2016 CD312
- 2016 CF312
- 2016 CN312
- 2016 CU312
- 2016 CV312
- 2016 CZ312
- 2016 CK313
- 2016 CW313
- 2016 CK314
- 2016 CB315
- 2016 CJ315
- 2016 CL315
- 2016 CM315
- 2016 CQ315
- 2016 CU315
- 2016 CV315
- 2016 CW315
- 2016 CX315
- 2016 CD316
- 2016 CF316
- 2016 CP316
- 2016 CR316
- 2016 CU316
- 2016 CW316
- 2016 CA317
- 2016 CB317
- 2016 CE317
- 2016 CJ317
- 2016 CL317
- 2016 CO317
- 2016 CT317
- 2016 CW317
- 2016 CZ317
- 2016 CA318
- 2016 CH318
- 2016 CP318
- 2016 CS318
- 2016 CX318
- 2016 CA319
- 2016 CF319
- 2016 CS319
- 2016 CR320
- 2016 CY321
- 2016 CG323
- 2016 CH323
- 2016 CJ323
- 2016 CL323
- 2016 CM323
- 2016 CN323
- 2016 CQ323
- 2016 CS323
- 2016 CU323
- 2016 CW323
- 2016 CZ323
- 2016 CA324
- 2016 CB324
- 2016 CC324
- 2016 CE324
- 2016 CG324
- 2016 CL324
- 2016 CM324
- 2016 CN324
- 2016 CQ324
- 2016 CS324
- 2016 CV324
- 2016 CW324
- 2016 CY324
- 2016 CZ324
- 2016 CA325
- 2016 CB325
- 2016 CC325
- 2016 CE325
- 2016 CF325
- 2016 CG325
- 2016 CH325
- 2016 CJ325
- 2016 CL325
- 2016 CM325
- 2016 CN325
- 2016 CO325
- 2016 CP325
- 2016 CT325
- 2016 CV325
- 2016 CX325
- 2016 CY325
- 2016 CZ325
- 2016 CA326
- 2016 CB326
- 2016 CC326
- 2016 CG326
- 2016 CH326
- 2016 CK326
- 2016 CL326
- 2016 CM326
- 2016 CN326
- 2016 CO326
- 2016 CP326
- 2016 CQ326
- 2016 CR326
- 2016 CS326
- 2016 CT326
- 2016 CV326
- 2016 CW326
- 2016 CX326
- 2016 CY326
- 2016 CZ326
- 2016 CA327
- 2016 CB327
- 2016 CC327
- 2016 CD327
- 2016 CE327
- 2016 CF327
- 2016 CH327
- 2016 CJ327
- 2016 CK327
- 2016 CL327
- 2016 CM327
- 2016 CO327
- 2016 CP327
- 2016 CQ327
- 2016 CR327
- 2016 CS327
- 2016 CT327
- 2016 CU327
- 2016 CV327
- 2016 CW327
- 2016 CX327
- 2016 CY327
- 2016 CZ327
- 2016 CB328
- 2016 CC328
- 2016 CD328
- 2016 CE328
- 2016 CF328
- 2016 CG328
- 2016 CH328
- 2016 CJ328
- 2016 CK328
- 2016 CL328
- 2016 CM328
- 2016 CN328
- 2016 CO328
- 2016 CP328
- 2016 CQ328
- 2016 CR328
- 2016 CS328
- 2016 CT328
- 2016 CU328
- 2016 CV328
- 2016 CW328
- 2016 CX328
- 2016 CY328
- 2016 CZ328
- 2016 CB329
- 2016 CC329
- 2016 CD329
- 2016 CE329
- 2016 CF329
- 2016 CG329
- 2016 CH329
- 2016 CJ329
- 2016 CK329
- 2016 CL329
- 2016 CM329
- 2016 CN329
- 2016 CP329
- 2016 CR329
- 2016 CS329
- 2016 CT329
- 2016 CU329
- 2016 CV329
- 2016 CW329
- 2016 CX329
- 2016 CA330
- 2016 CB330
- 2016 CC330
- 2016 CD330
- 2016 CF330
- 2016 CG330
- 2016 CJ330
- 2016 CK330
- 2016 CM330
- 2016 CN330
- 2016 CO330
- 2016 CP330
- 2016 CR330
- 2016 CU330
- 2016 CY330
- 2016 CA331
- 2016 CB331
- 2016 CD331
- 2016 CE331
- 2016 CF331
- 2016 CK331
- 2016 CL331
- 2016 CM331
- 2016 CN331
- 2016 CO331
- 2016 CQ331
- 2016 CR331
- 2016 CS331
- 2016 CT331
- 2016 CU331
- 2016 CV331
- 2016 CY331
- 2016 CA332
- 2016 CD332
- 2016 CE332
- 2016 CF332
- 2016 CG332
- 2016 CH332
- 2016 CJ332
- 2016 CK332
- 2016 CL332
- 2016 CM332
- 2016 CN332
- 2016 CO332
- 2016 CP332
- 2016 CR332
- 2016 CS332
- 2016 CT332
- 2016 CU332
- 2016 CV332
- 2016 CW332
- 2016 CX332
- 2016 CY332
- 2016 CZ332
- 2016 CA333
- 2016 CC333
- 2016 CF333
- 2016 CG333
- 2016 CH333
- 2016 CJ333
- 2016 CK333
- 2016 CL333
- 2016 CM333
- 2016 CN333
- 2016 CQ333
- 2016 CR333
- 2016 CS333
- 2016 CU333
- 2016 CV333
- 2016 CW333
- 2016 CX333
- 2016 CY333
- 2016 CZ333
- 2016 CA334
- 2016 CB334
- 2016 CD334
- 2016 CE334
- 2016 CG334
- 2016 CH334
- 2016 CJ334
- 2016 CK334
- 2016 CL334
- 2016 CN334
- 2016 CO334
- 2016 CP334
- 2016 CQ334
- 2016 CR334
- 2016 CS334
- 2016 CT334
- 2016 CU334
- 2016 CV334
- 2016 CW334
- 2016 CX334
- 2016 CY334
- 2016 CZ334
- 2016 CA335
- 2016 CB335
- 2016 CC335
- 2016 CD335
- 2016 CF335
- 2016 CG335
- 2016 CH335
- 2016 CJ335
- 2016 CK335
- 2016 CL335
- 2016 CM335
- 2016 CN335
- 2016 CO335
- 2016 CP335
- 2016 CQ335
- 2016 CR335
- 2016 CS335
- 2016 CT335
- 2016 CU335
- 2016 CV335
- 2016 CW335
- 2016 CX335
- 2016 CZ335
- 2016 CA336
- 2016 CB336
- 2016 CC336
- 2016 CD336
- 2016 CE336
- 2016 CF336
- 2016 CH336
- 2016 CJ336
- 2016 CL336
- 2016 CM336
- 2016 CP336
- 2016 CQ336
- 2016 CR336
- 2016 CS336
- 2016 CT336
- 2016 CU336
- 2016 CV336
- 2016 CW336
- 2016 CZ336
- 2016 CF337
- 2016 CK337
- 2016 CL337
- 2016 CP337
- 2016 CS337
- 2016 CT337
- 2016 CW337
- 2016 CX337
- 2016 CZ337
- 2016 CA338
- 2016 CB338
- 2016 CC338
- 2016 CD338
- 2016 CE338
- 2016 CF338
- 2016 CG338
- 2016 CH338
- 2016 CJ338
- 2016 CK338
- 2016 CO338
- 2016 CP338
- 2016 CQ338
- 2016 CR338
- 2016 CS338
- 2016 CT338
- 2016 CW338
- 2016 CX338
- 2016 CY338
- 2016 CA339
- 2016 CB339
- 2016 CC339
- 2016 CD339
- 2016 CE339
- 2016 CF339
- 2016 CH339
- 2016 CJ339
- 2016 CK339
- 2016 CL339
- 2016 CM339
- 2016 CO339
- 2016 CP339
- 2016 CR339
- 2016 CW339
- 2016 CZ339
- 2016 CA340
- 2016 CC340
- 2016 CD340
- 2016 CE340
- 2016 CF340
- 2016 CZ340
- 2016 CA341
- 2016 CB341
- 2016 CD341
- 2016 CE341
- 2016 CG341
- 2016 CH341
- 2016 CM341
- 2016 CN341
- 2016 CO341
- 2016 CP341
- 2016 CQ341
- 2016 CR341
- 2016 CS341
- 2016 CT341
- 2016 CY341
- 2016 CC342
- 2016 CE342
- 2016 CF342
- 2016 CJ342
- 2016 CK342
- 2016 CL342
- 2016 CM342
- 2016 CN342
- 2016 CO342
- 2016 CQ342
- 2016 CS342
- 2016 CT342
- 2016 CV342
- 2016 CX342
- 2016 CY342
- 2016 CZ342
- 2016 CA343
- 2016 CD343
- 2016 CF343
- 2016 CG343
- 2016 CH343
- 2016 CJ343
- 2016 CK343
- 2016 CL343
- 2016 CM343
- 2016 CN343
- 2016 CO343
- 2016 CP343
- 2016 CQ343
- 2016 CR343
- 2016 CS343
- 2016 CT343
- 2016 CV343
- 2016 CW343
- 2016 CA344
- 2016 CC344
- 2016 CD344
- 2016 CG344
- 2016 CH344
- 2016 CJ344
- 2016 CK344
- 2016 CL344
- 2016 CM344
- 2016 CN344
- 2016 CO344
- 2016 CP344
- 2016 CQ344
- 2016 CR344
- 2016 CS344
- 2016 CT344
- 2016 CU344
- 2016 CV344
- 2016 CW344
- 2016 CX344
- 2016 CY344
- 2016 CZ344
- 2016 CA345
- 2016 CB345
- 2016 CC345
- 2016 CD345
- 2016 CE345
- 2016 CF345
- 2016 CL345
- 2016 CN345
- 2016 CP345
- 2016 CS345
- 2016 CT345
- 2016 CV345
- 2016 CZ345
- 2016 CA346
- 2016 CC346
- 2016 CE346
- 2016 CF346
- 2016 CG346
- 2016 CH346
- 2016 CK346
- 2016 CN346
- 2016 CO346
- 2016 CP346
- 2016 CQ346
- 2016 CR346
- 2016 CS346
- 2016 CU346
- 2016 CV346
- 2016 CW346
- 2016 CY346
- 2016 CZ346
- 2016 CB347
- 2016 CF347
- 2016 CH347
- 2016 CL347
- 2016 CM347
- 2016 CN347
- 2016 CO347
- 2016 CP347
- 2016 CQ347
- 2016 CR347
- 2016 CS347
- 2016 CT347
- 2016 CW347
- 2016 CX347
- 2016 CY347
- 2016 CZ347
- 2016 CA348
- 2016 CE348
- 2016 CF348
- 2016 CG348
- 2016 CH348
- 2016 CJ348
- 2016 CK348
- 2016 CL348
- 2016 CM348
- 2016 CN348
- 2016 CO348
- 2016 CR348
- 2016 CS348
- 2016 CT348
- 2016 CU348
- 2016 CV348
- 2016 CW348
- 2016 CX348
- 2016 CY348
- 2016 CZ348
- 2016 CA349
- 2016 CD349
- 2016 CF349
- 2016 CH349
- 2016 CJ349
- 2016 CK349
- 2016 CL349
- 2016 CM349
- 2016 CN349
- 2016 CO349
- 2016 CP349
- 2016 CQ349
- 2016 CR349
- 2016 CS349
- 2016 CT349
- 2016 CU349
- 2016 CV349
- 2016 CW349
- 2016 CX349
- 2016 CY349
- 2016 CZ349
- 2016 CB350
- 2016 CC350
- 2016 CD350
- 2016 CF350
- 2016 CG350
- 2016 CH350
- 2016 CJ350
- 2016 CK350
- 2016 CL350
- 2016 CM350
- 2016 CO350
- 2016 CQ350
- 2016 CR350
- 2016 CS350
- 2016 CT350
- 2016 CU350
- 2016 CY350
- 2016 CL351
- 2016 CN351
- 2016 CP351
- 2016 CR351
- 2016 CU351
- 2016 CV351
- 2016 CW351
- 2016 CX351
- 2016 CY351
- 2016 CB352
- 2016 CD352
- 2016 CE352
- 2016 CH352
- 2016 CK352
- 2016 CL352
- 2016 CP352
- 2016 CQ352
- 2016 CR352
- 2016 CS352
- 2016 CT352
- 2016 CU352
- 2016 CV352
- 2016 CW352
- 2016 CX352
- 2016 CY352
- 2016 CZ352
- 2016 CA353
- 2016 CB353
- 2016 CD353
- 2016 CF353
- 2016 CG353
- 2016 CH353
- 2016 CJ353
- 2016 CK353
- 2016 CL353
- 2016 CM353
- 2016 CN353
- 2016 CO353
- 2016 CP353
- 2016 CQ353
- 2016 CR353
- 2016 CS353
- 2016 CU353
- 2016 CV353
- 2016 CW353
- 2016 CX353
- 2016 CY353
- 2016 CZ353
- 2016 CA354
- 2016 CB354
- 2016 CC354
- 2016 CD354
- 2016 CE354
- 2016 CF354
- 2016 CG354
- 2016 CH354
- 2016 CJ354
- 2016 CK354
- 2016 CL354
- 2016 CM354
- 2016 CN354
- 2016 CO354
- 2016 CP354
- 2016 CQ354
- 2016 CR354
- 2016 CS354
- 2016 CT354
- 2016 CU354
- 2016 CV354
- 2016 CW354
- 2016 CX354
- 2016 CY354
- 2016 CZ354
- 2016 CA355
- 2016 CB355
- 2016 CC355
- 2016 CD355
- 2016 CE355
- 2016 CF355
- 2016 CG355
- 2016 CH355
- 2016 CJ355
- 2016 CK355
- 2016 CL355
- 2016 CM355
- 2016 CN355
- 2016 CO355
- 2016 CP355
- 2016 CQ355
- 2016 CS355
- 2016 CT355
- 2016 CU355
- 2016 CV355
- 2016 CW355
- 2016 CX355
- 2016 CY355
- 2016 CZ355
- 2016 CA356
- 2016 CB356
- 2016 CC356
- 2016 CD356
- 2016 CE356
- 2016 CF356
- 2016 CG356
- 2016 CJ356
- 2016 CK356
- 2016 CL356
- 2016 CM356
- 2016 CQ356
- 2016 CS356
- 2016 CT356
- 2016 CY356
- 2016 CC357
- 2016 CD357
- 2016 CE357
- 2016 CF357
- 2016 CG357
- 2016 CH357
- 2016 CJ357
- 2016 CL357
- 2016 CM357
- 2016 CN357
- 2016 CO357
- 2016 CP357
- 2016 CQ357
- 2016 CR357
- 2016 CS357
- 2016 CT357
- 2016 CU357
- 2016 CV357
- 2016 CW357
- 2016 CX357
- 2016 CY357
- 2016 CZ357
- 2016 CA358
- 2016 CC358
- 2016 CD358
- 2016 CG358
- 2016 CH358
- 2016 CJ358
- 2016 CK358
- 2016 CL358
- 2016 CM358
- 2016 CN358
- 2016 CO358
- 2016 CU358
- 2016 CW358
- 2016 CY358
- 2016 CA359
- 2016 CC359
- 2016 CD359
- 2016 CE359
- 2016 CF359
- 2016 CG359
- 2016 CH359
- 2016 CJ359
- 2016 CK359
- 2016 CL359
- 2016 CM359
- 2016 CN359
- 2016 CO359
- 2016 CP359
- 2016 CQ359
- 2016 CR359
- 2016 CS359
- 2016 CT359
- 2016 CU359
- 2016 CV359
- 2016 CW359
- 2016 CX359
- 2016 CY359
- 2016 CA360
- 2016 CC360
- 2016 CD360
- 2016 CE360
- 2016 CF360
- 2016 CG360
- 2016 CH360
- 2016 CJ360
- 2016 CK360
- 2016 CL360
- 2016 CO360
- 2016 CP360
- 2016 CR360
- 2016 CS360
- 2016 CU360
- 2016 CV360
- 2016 CW360
- 2016 CX360
- 2016 CY360
- 2016 CZ360
- 2016 CA361
- 2016 CC361
- 2016 CD361
- 2016 CE361
- 2016 CF361
- 2016 CG361
- 2016 CH361
- 2016 CL361
- 2016 CM361
- 2016 CN361
- 2016 CO361
- 2016 CP361
- 2016 CQ361
- 2016 CR361
- 2016 CS361
- 2016 CT361
- 2016 CU361
- 2016 CV361
- 2016 CW361
- 2016 CX361
- 2016 CZ361
- 2016 CA362
- 2016 CB362
- 2016 CC362
- 2016 CD362
- 2016 CE362
- 2016 CF362
- 2016 CG362
- 2016 CH362
- 2016 CJ362
- 2016 CK362
- 2016 CL362
- 2016 CM362
- 2016 CN362
- 2016 CO362
- 2016 CP362
- 2016 CQ362
- 2016 CR362
- 2016 CS362
- 2016 CT362
- 2016 CU362
- 2016 CV362
- 2016 CW362
- 2016 CX362
- 2016 CY362
- 2016 CZ362
- 2016 CA363
- 2016 CB363
- 2016 CE363
- 2016 CF363
- 2016 CG363
- 2016 CJ363
- 2016 CK363
- 2016 CL363
- 2016 CM363
- 2016 CN363
- 2016 CO363
- 2016 CP363
- 2016 CR363
- 2016 CS363
- 2016 CT363
- 2016 CU363
- 2016 CV363
- 2016 CW363
- 2016 CX363
- 2016 CY363
- 2016 CA364
- 2016 CB364
- 2016 CC364
- 2016 CE364
- 2016 CF364
- 2016 CG364
- 2016 CH364
- 2016 CJ364
- 2016 CK364
- 2016 CL364
- 2016 CM364
- 2016 CN364
- 2016 CO364
- 2016 CP364
- 2016 CQ364
- 2016 CR364
- 2016 CS364
- 2016 CT364
- 2016 CU364
- 2016 CV364
- 2016 CX364
- 2016 CY364
- 2016 CA365
- 2016 CC365
- 2016 CD365
- 2016 CF365
- 2016 CG365
- 2016 CH365
- 2016 CJ365
- 2016 CK365
- 2016 CL365
- 2016 CM365
- 2016 CN365
- 2016 CO365
- 2016 CP365
- 2016 CQ365
- 2016 CR365
- 2016 CS365
- 2016 CT365
- 2016 CU365
- 2016 CV365
- 2016 CX365
- 2016 CY365
- 2016 CZ365
- 2016 CA366
- 2016 CB366
- 2016 CC366
- 2016 CD366
- 2016 CE366
- 2016 CG366
- 2016 CH366
- 2016 CJ366
- 2016 CL366
- 2016 CM366
- 2016 CO366
- 2016 CQ366
- 2016 CR366
- 2016 CS366
- 2016 CT366
- 2016 CU366
- 2016 CV366
- 2016 CX366
- 2016 CY366
- 2016 CZ366
- 2016 CA367
- 2016 CB367
- 2016 CC367
- 2016 CD367
- 2016 CF367
- 2016 CG367
- 2016 CH367
- 2016 CJ367
- 2016 CL367
- 2016 CM367
- 2016 CN367
- 2016 CO367
- 2016 CP367
- 2016 CQ367
- 2016 CR367
- 2016 CS367
- 2016 CU367
- 2016 CV367
- 2016 CW367
- 2016 CX367
- 2016 CY367
- 2016 CZ367
- 2016 CA368
- 2016 CC368
- 2016 CG368
- 2016 CH368
- 2016 CJ368
- 2016 CK368
- 2016 CL368
- 2016 CM368
- 2016 CN368
- 2016 CO368
- 2016 CP368
- 2016 CQ368
- 2016 CR368
- 2016 CS368
- 2016 CV368
- 2016 CW368
- 2016 CX368
- 2016 CY368
- 2016 CZ368
- 2016 CB369
- 2016 CD369
- 2016 CE369
- 2016 CF369
- 2016 CG369
- 2016 CJ369
- 2016 CK369
- 2016 CM369
- 2016 CN369
- 2016 CP369
- 2016 CQ369
- 2016 CR369
- 2016 CS369
- 2016 CT369
- 2016 CU369
- 2016 CV369
- 2016 CW369
- 2016 CX369
- 2016 CY369
- 2016 CA370
- 2016 CD370
- 2016 CF370
- 2016 CH370
- 2016 CK370
- 2016 CL370
- 2016 CM370
- 2016 CP370
- 2016 CQ370
- 2016 CR370
- 2016 CT370
- 2016 CV370
- 2016 CZ370
- 2016 CA371
- 2016 CB371
- 2016 CC371
- 2016 CD371
- 2016 CF371
- 2016 CG371
- 2016 CH371
- 2016 CK371
- 2016 CQ371
- 2016 CR371
- 2016 CS371
- 2016 CT371
- 2016 CU371
- 2016 CW371
- 2016 CX371
- 2016 CZ371
- 2016 CE372
- 2016 CF372
- 2016 CG372
- 2016 CH372
- 2016 CJ372
- 2016 CL372
- 2016 CM372
- 2016 CR372
- 2016 CT372
- 2016 CA373
- 2016 CC373
- 2016 CE373
- 2016 CF373
- 2016 CG373
- 2016 CK373
- 2016 CL373
- 2016 CN373
- 2016 CO373
- 2016 CP373
- 2016 CQ373
- 2016 CS373
- 2016 CT373
- 2016 CU373
- 2016 CV373
- 2016 CW373
- 2016 CX373
- 2016 CY373
- 2016 CZ373
- 2016 CB374
- 2016 CC374
- 2016 CD374
- 2016 CE374
- 2016 CH374
- 2016 CK374
- 2016 CL374
- 2016 CM374
- 2016 CN374
- 2016 CO374
- 2016 CP374
- 2016 CQ374
- 2016 CR374
- 2016 CS374
- 2016 CT374
- 2016 CU374
- 2016 CV374
- 2016 CA375
- 2016 CB375
- 2016 CC375
- 2016 CD375
- 2016 CG375
- 2016 CH375
- 2016 CK375
- 2016 CM375
- 2016 CN375
- 2016 CT375
- 2016 CV375
- 2016 CX375
- 2016 CY375
- 2016 CZ375
- 2016 CA376
- 2016 CB376
- 2016 CC376
- 2016 CD376
- 2016 CE376
- 2016 CG376
- 2016 CH376
- 2016 CL376
- 2016 CM376
- 2016 CO376
- 2016 CP376
- 2016 CQ376
- 2016 CR376
- 2016 CS376
- 2016 CT376
- 2016 CV376
- 2016 CY376
- 2016 CC377
- 2016 CD377
- 2016 CE377
- 2016 CH377
- 2016 CJ377
- 2016 CK377
- 2016 CL377
- 2016 CM377
- 2016 CN377
- 2016 CO377
- 2016 CP377
- 2016 CQ377
- 2016 CR377
- 2016 CS377
- 2016 CT377
- 2016 CU377
- 2016 CV377
- 2016 CW377
- 2016 CZ377
- 2016 CA378
- 2016 CB378
- 2016 CC378
- 2016 CD378
- 2016 CE378
- 2016 CF378
- 2016 CG378
- 2016 CH378
- 2016 CJ378
- 2016 CK378
- 2016 CL378
- 2016 CN378
- 2016 CO378
- 2016 CQ378
- 2016 CR378
- 2016 CS378
- 2016 CT378
- 2016 CU378
- 2016 CV378
- 2016 CX378
- 2016 CY378
- 2016 CA379
- 2016 CB379
- 2016 CD379
- 2016 CE379
- 2016 CF379
- 2016 CG379
- 2016 CH379
- 2016 CK379
- 2016 CL379
- 2016 CM379
- 2016 CO379
- 2016 CP379
- 2016 CQ379
- 2016 CS379
- 2016 CT379
- 2016 CU379
- 2016 CV379
- 2016 CX379
- 2016 CZ379
- 2016 CA380
- 2016 CB380
- 2016 CD380
- 2016 CE380
- 2016 CF380
- 2016 CG380
- 2016 CH380
- 2016 CJ380
- 2016 CK380
- 2016 CL380
- 2016 CM380
- 2016 CO380
- 2016 CQ380
- 2016 CT380
- 2016 CU380
- 2016 CV380
- 2016 CX380
- 2016 CY380
- 2016 CZ380
- 2016 CA381
- 2016 CD381
- 2016 CE381
- 2016 CG381
- 2016 CH381
- 2016 CJ381
- 2016 CK381
- 2016 CL381
- 2016 CM381
- 2016 CN381
- 2016 CO381
- 2016 CP381
- 2016 CT381
- 2016 CU381
- 2016 CV381
- 2016 CX381
- 2016 CY381
- 2016 CZ381
- 2016 CA382
- 2016 CD382
- 2016 CE382
- 2016 CG382
- 2016 CH382
- 2016 CJ382
- 2016 CK382
- 2016 CM382
- 2016 CN382
- 2016 CO382
- 2016 CP382
- 2016 CQ382
- 2016 CR382
- 2016 CS382
- 2016 CU382
- 2016 CX382
- 2016 CZ382
- 2016 CA383
- 2016 CC383
- 2016 CE383
- 2016 CF383
- 2016 CH383
- 2016 CJ383
- 2016 CN383
- 2016 CO383
- 2016 CQ383
- 2016 CS383
- 2016 CT383
- 2016 CU383
- 2016 CV383
- 2016 CW383
- 2016 CX383
- 2016 CY383
- 2016 CZ383
- 2016 CA384
- 2016 CB384
- 2016 CC384
- 2016 CD384
- 2016 CE384
- 2016 CF384
- 2016 CG384
- 2016 CH384
- 2016 CJ384
- 2016 CK384
- 2016 CL384
- 2016 CM384
- 2016 CN384
- 2016 CO384
- 2016 CP384
- 2016 CQ384
- 2016 CR384
- 2016 CS384
- 2016 CT384
- 2016 CU384
- 2016 CV384
- 2016 CW384
- 2016 CX384
- 2016 CC385
- 2016 CD385
- 2016 CE385
- 2016 CF385
- 2016 CG385
- 2016 CH385
- 2016 CJ385
- 2016 CK385
- 2016 CL385
- 2016 CM385
- 2016 CN385
- 2016 CO385
- 2016 CP385
- 2016 CQ385
- 2016 CR385
- 2016 CS385
- 2016 CT385
- 2016 CU385
- 2016 CV385
- 2016 CW385
- 2016 CX385
- 2016 CY385
- 2016 CZ385
- 2016 CB386
- 2016 CC386
- 2016 CD386
- 2016 CE386
- 2016 CG386
- 2016 CH386
- 2016 CJ386
- 2016 CK386
- 2016 CM386
- 2016 CN386
- 2016 CO386
- 2016 CP386
- 2016 CR386
- 2016 CS386
- 2016 CT386
- 2016 CW386
- 2016 CY386
- 2016 CZ386
- 2016 CA387
- 2016 CB387
- 2016 CC387
- 2016 CD387
- 2016 CE387
- 2016 CF387
- 2016 CG387
- 2016 CH387
- 2016 CJ387
- 2016 CK387
- 2016 CL387
- 2016 CM387
- 2016 CN387
- 2016 CO387
- 2016 CQ387
- 2016 CR387
- 2016 CU387
- 2016 CV387
- 2016 CW387
- 2016 CZ387
- 2016 CA388
- 2016 CB388
- 2016 CC388
- 2016 CD388
- 2016 CE388
- 2016 CF388
- 2016 CG388
- 2016 CH388
- 2016 CJ388
- 2016 CK388
- 2016 CL388
- 2016 CM388
- 2016 CP388
- 2016 CS388
- 2016 CT388
- 2016 CU388
- 2016 CV388
- 2016 CW388
- 2016 CX388
- 2016 CY388
- 2016 CZ388
- 2016 CB389
- 2016 CC389
- 2016 CD389
- 2016 CE389
- 2016 CF389
- 2016 CH389
- 2016 CJ389
- 2016 CK389
- 2016 CL389
- 2016 CM389
- 2016 CN389
- 2016 CO389
- 2016 CP389
- 2016 CQ389
- 2016 CS389
- 2016 CT389
- 2016 CU389
- 2016 CV389
- 2016 CW389
- 2016 CY389
- 2016 CZ389
- 2016 CA390
- 2016 CB390
- 2016 CC390
- 2016 CE390
- 2016 CG390
- 2016 CH390
- 2016 CJ390
- 2016 CK390
- 2016 CL390
- 2016 CN390
- 2016 CO390
- 2016 CQ390
- 2016 CR390
- 2016 CS390
- 2016 CT390
- 2016 CU390
- 2016 CV390
- 2016 CX390
- 2016 CY390
- 2016 CA391
- 2016 CB391
- 2016 CC391
- 2016 CE391
- 2016 CF391
- 2016 CH391
- 2016 CJ391
- 2016 CK391
- 2016 CL391
- 2016 CM391
- 2016 CN391
- 2016 CQ391
- 2016 CR391
- 2016 CT391
- 2016 CU391
- 2016 CV391
- 2016 CW391
- 2016 CX391
- 2016 CY391
- 2016 CC392
- 2016 CD392
- 2016 CE392
- 2016 CG392
- 2016 CH392
- 2016 CJ392
- 2016 CK392
- 2016 CL392
- 2016 CM392
- 2016 CN392
- 2016 CO392
- 2016 CP392
- 2016 CQ392
- 2016 CR392
- 2016 CS392
- 2016 CT392
- 2016 CU392
- 2016 CV392
- 2016 CX392
- 2016 CY392
- 2016 CZ392
- 2016 CB393
- 2016 CC393
- 2016 CD393
- 2016 CE393
- 2016 CF393
- 2016 CG393
- 2016 CJ393
- 2016 CK393
- 2016 CL393
- 2016 CM393
- 2016 CN393
- 2016 CO393
- 2016 CP393
- 2016 CQ393
- 2016 CR393
- 2016 CS393
- 2016 CT393
- 2016 CU393
- 2016 CV393
- 2016 CW393
- 2016 CX393
- 2016 CY393
- 2016 CZ393
- 2016 CA394
- 2016 CB394
- 2016 CD394
- 2016 CE394
- 2016 CG394
- 2016 CH394
- 2016 CK394
- 2016 CM394
- 2016 CN394
- 2016 CO394
- 2016 CP394
- 2016 CR394
- 2016 CS394
- 2016 CT394
- 2016 CU394
- 2016 CV394
- 2016 CW394
- 2016 CX394
- 2016 CY394
- 2016 CZ394
- 2016 CA395
- 2016 CB395
- 2016 CC395
- 2016 CD395
- 2016 CE395
- 2016 CF395
- 2016 CG395
- 2016 CH395
- 2016 CJ395
- 2016 CK395
- 2016 CL395
- 2016 CM395
- 2016 CN395
- 2016 CO395
- 2016 CP395
- 2016 CQ395
- 2016 CR395
- 2016 CS395
- 2016 CT395
- 2016 CU395
- 2016 CV395
- 2016 CW395
- 2016 CX395
- 2016 CY395
- 2016 CZ395
- 2016 CA396
- 2016 CB396
- 2016 CC396
- 2016 CD396
- 2016 CE396
- 2016 CF396
- 2016 CG396
- 2016 CH396
- 2016 CJ396
- 2016 CK396
- 2016 CM396
- 2016 CN396
- 2016 CO396
- 2016 CP396
- 2016 CR396
- 2016 CT396
- 2016 CV396
- 2016 CX396
- 2016 CY396
- 2016 CZ396
- 2016 CA397
- 2016 CB397
- 2016 CD397
- 2016 CE397
- 2016 CF397
- 2016 CG397
- 2016 CH397
- 2016 CJ397
- 2016 CK397
- 2016 CL397
- 2016 CM397
- 2016 CN397
- 2016 CO397
- 2016 CP397
- 2016 CQ397
- 2016 CR397
- 2016 CS397
- 2016 CT397
- 2016 CU397
- 2016 CV397
- 2016 CW397
- 2016 CX397
- 2016 CY397
- 2016 CZ397
- 2016 CA398
- 2016 CB398
- 2016 CC398
- 2016 CD398
- 2016 CE398
- 2016 CF398
- 2016 CG398
- 2016 CH398
- 2016 CJ398
- 2016 CK398
- 2016 CL398
- 2016 CM398
- 2016 CN398
- 2016 CO398
- 2016 CP398
- 2016 CQ398
- 2016 CR398
- 2016 CT398
- 2016 CU398
- 2016 CW398
- 2016 CX398
- 2016 CA399
- 2016 CB399
- 2016 CC399
- 2016 CD399
- 2016 CE399
- 2016 CF399
- 2016 CG399
- 2016 CH399
- 2016 CJ399
- 2016 CK399
- 2016 CL399
- 2016 CM399
- 2016 CN399
- 2016 CO399
- 2016 CQ399
- 2016 CR399
- 2016 CS399
- 2016 CT399
- 2016 CV399
- 2016 CW399
- 2016 CX399
- 2016 CY399
- 2016 CZ399
- 2016 CA400
- 2016 CB400
- 2016 CC400
- 2016 CD400
- 2016 CG400
- 2016 CH400
- 2016 CJ400
- 2016 CK400
- 2016 CL400
- 2016 CM400
- 2016 CN400
- 2016 CO400
- 2016 CP400
- 2016 CR400
- 2016 CS400
- 2016 CT400
- 2016 CU400
- 2016 CV400
- 2016 CW400
- 2016 CX400
- 2016 CY400
- 2016 CZ400
- 2016 CA401
- 2016 CB401
- 2016 CC401
- 2016 CD401
- 2016 CE401
- 2016 CF401
- 2016 CG401
- 2016 CH401
- 2016 CK401
- 2016 CL401
- 2016 CM401
- 2016 CN401
- 2016 CO401
- 2016 CP401
- 2016 CR401
- 2016 CS401
- 2016 CT401
- 2016 CU401
- 2016 CV401
- 2016 CW401
- 2016 CX401
- 2016 CY401
- 2016 CD402
- 2016 CE402
- 2016 CG402
- 2016 CJ402
- 2016 CL402
- 2016 CM402
- 2016 CO402
- 2016 CP402
- 2016 CQ402
- 2016 CR402
- 2016 CS402
- 2016 CT402
- 2016 CU402
- 2016 CW402
- 2016 CX402
- 2016 CY402
- 2016 CZ402
- 2016 CA403
- 2016 CB403
- 2016 CC403
- 2016 CD403
- 2016 CE403
- 2016 CF403
- 2016 CG403
- 2016 CH403
- 2016 CJ403
- 2016 CK403
- 2016 CL403
- 2016 CM403
- 2016 CN403
- 2016 CO403
- 2016 CP403
- 2016 CR403
- 2016 CS403
- 2016 CT403
- 2016 CU403
- 2016 CV403
- 2016 CW403
- 2016 CX403
- 2016 CY403
- 2016 CZ403
- 2016 CA404
- 2016 CB404
- 2016 CC404
- 2016 CD404
- 2016 CE404
- 2016 CF404
- 2016 CG404
- 2016 CH404
- 2016 CJ404
- 2016 CL404
- 2016 CM404
- 2016 CN404
- 2016 CQ404
- 2016 CR404
- 2016 CS404
- 2016 CT404
- 2016 CU404
- 2016 CV404
- 2016 CW404
- 2016 CX404
- 2016 CA405
- 2016 CB405
- 2016 CC405
- 2016 CD405
- 2016 CF405
- 2016 CG405
- 2016 CJ405
- 2016 CK405
- 2016 CL405
- 2016 CM405
- 2016 CN405
- 2016 CP405
- 2016 CQ405
- 2016 CR405
- 2016 CT405
- 2016 CU405
- 2016 CV405
- 2016 CW405
- 2016 CX405
- 2016 CY405
- 2016 CZ405
- 2016 CA406
- 2016 CB406
- 2016 CC406
- 2016 CD406
- 2016 CE406
- 2016 CF406
- 2016 CG406
- 2016 CH406
- 2016 CJ406
- 2016 CK406
- 2016 CM406
- 2016 CN406
- 2016 CO406
- 2016 CP406
- 2016 CQ406
- 2016 CR406
- 2016 CS406
- 2016 CT406
- 2016 CU406
- 2016 CV406
- 2016 CX406
- 2016 CY406
- 2016 CZ406
- 2016 CA407
- 2016 CB407
- 2016 CC407
- 2016 CD407
- 2016 CE407
- 2016 CF407
- 2016 CG407
- 2016 CH407
- 2016 CJ407
- 2016 CK407
- 2016 CL407
- 2016 CM407
- 2016 CN407
- 2016 CO407
- 2016 CP407
- 2016 CQ407
- 2016 CS407
- 2016 CT407
- 2016 CU407
- 2016 CV407
- 2016 CX407
- 2016 CY407
- 2016 CZ407
- 2016 CA408
- 2016 CD408
- 2016 CE408
- 2016 CG408
- 2016 CH408
- 2016 CK408
- 2016 CM408
- 2016 CN408
- 2016 CO408
- 2016 CP408
- 2016 CR408
- 2016 CS408
- 2016 CT408
- 2016 CU408
- 2016 CV408
- 2016 CW408
- 2016 CX408
- 2016 CY408
- 2016 CZ408
- 2016 CA409
- 2016 CB409
- 2016 CC409
- 2016 CD409
- 2016 CE409
- 2016 CH409
- 2016 CJ409
- 2016 CK409
- 2016 CL409
- 2016 CM409
- 2016 CN409
- 2016 CO409
- 2016 CP409
- 2016 CQ409
- 2016 CR409
- 2016 CS409
- 2016 CT409
- 2016 CU409
- 2016 CV409
- 2016 CW409
- 2016 CX409
- 2016 CY409
- 2016 CZ409
- 2016 CA410
- 2016 CB410
- 2016 CC410
- 2016 CD410
- 2016 CE410
- 2016 CF410
- 2016 CG410
- 2016 CH410
- 2016 CJ410
- 2016 CK410
- 2016 CL410
- 2016 CM410
- 2016 CN410
- 2016 CO410
- 2016 CP410
- 2016 CQ410
- 2016 CR410
- 2016 CS410
- 2016 CU410
- 2016 CV410
- 2016 CW410
- 2016 CX410
- 2016 CY410
- 2016 CZ410
- 2016 CB411
- 2016 CD411
- 2016 CE411
- 2016 CG411
- 2016 CH411
- 2016 CK411
- 2016 CL411
- 2016 CM411
- 2016 CP411
- 2016 CQ411
- 2016 CR411
- 2016 CS411
- 2016 CT411
- 2016 CU411
- 2016 CW411
- 2016 CX411
- 2016 CY411
- 2016 CZ411
- 2016 CB412
- 2016 CC412
- 2016 CD412
- 2016 CF412
- 2016 CH412
- 2016 CJ412
- 2016 CK412
- 2016 CL412
- 2016 CM412
- 2016 CP412
- 2016 CQ412
- 2016 CR412
- 2016 CS412
- 2016 CT412
- 2016 CU412
- 2016 CV412
- 2016 CW412
- 2016 CX412
- 2016 CZ412
- 2016 CA413
- 2016 CB413
- 2016 CC413
- 2016 CD413
- 2016 CE413
- 2016 CF413
- 2016 CH413
- 2016 CJ413
- 2016 CK413
- 2016 CL413
- 2016 CM413
- 2016 CN413
- 2016 CO413
- 2016 CQ413
- 2016 CR413
- 2016 CS413
- 2016 CT413
- 2016 CU413
- 2016 CV413
- 2016 CX413
- 2016 CY413
- 2016 CA414
- 2016 CE414
- 2016 CF414
- 2016 CG414
- 2016 CJ414
- 2016 CK414
- 2016 CL414
- 2016 CP414
- 2016 CQ414
- 2016 CS414
- 2016 CT414
- 2016 CU414
- 2016 CV414
- 2016 CY414
- 2016 CA415
- 2016 CB415
- 2016 CC415
- 2016 CF415
- 2016 CG415
- 2016 CH415
- 2016 CJ415
- 2016 CK415
- 2016 CL415
- 2016 CN415
- 2016 CO415
- 2016 CQ415
- 2016 CS415
- 2016 CT415
- 2016 CU415
- 2016 CW415
- 2016 CX415
- 2016 CZ415
- 2016 CA416
- 2016 CB416
- 2016 CC416
- 2016 CD416
- 2016 CE416
- 2016 CK416
- 2016 CL416
- 2016 CM416
- 2016 CN416
- 2016 CO416
- 2016 CP416
- 2016 CQ416
- 2016 CR416
- 2016 CS416
- 2016 CT416
- 2016 CU416
- 2016 CV416
- 2016 CW416
- 2016 CX416
- 2016 CY416
- 2016 CZ416
- 2016 CB417
- 2016 CC417
- 2016 CD417
- 2016 CE417
- 2016 CG417
- 2016 CH417
- 2016 CJ417
- 2016 CK417
- 2016 CL417
- 2016 CM417
- 2016 CN417
- 2016 CP417
- 2016 CQ417
- 2016 CR417
- 2016 CT417
- 2016 CU417
- 2016 CV417
- 2016 CW417
- 2016 CX417
- 2016 CY417
- 2016 CZ417
- 2016 CA418
- 2016 CB418
- 2016 CC418
- 2016 CD418
- 2016 CE418
- 2016 CF418
- 2016 CG418
- 2016 CH418
- 2016 CJ418
- 2016 CK418
- 2016 CL418
- 2016 CM418
- 2016 CN418
- 2016 CO418
- 2016 CP418
- 2016 CQ418
- 2016 CR418
- 2016 CS418
- 2016 CT418
- 2016 CU418
- 2016 CV418
- 2016 CW418
- 2016 CX418
- 2016 CY418
- 2016 CZ418
- 2016 CA419
- 2016 CB419
- 2016 CC419
- 2016 CD419
- 2016 CE419
- 2016 CF419
- 2016 CH419
- 2016 CJ419
- 2016 CK419
- 2016 CL419
- 2016 CM419
- 2016 CN419
- 2016 CP419
- 2016 CQ419
- 2016 CR419
- 2016 CS419
- 2016 CT419
- 2016 CU419
- 2016 CV419
- 2016 CW419
- 2016 CX419
- 2016 CY419
- 2016 CZ419
- 2016 CA420
- 2016 CB420
- 2016 CC420
- 2016 CD420
- 2016 CE420
- 2016 CF420
- 2016 CG420
- 2016 CH420
- 2016 CJ420
- 2016 CK420
- 2016 CL420
- 2016 CM420
- 2016 CN420
- 2016 CO420
- 2016 CP420
- 2016 CQ420
- 2016 CR420
- 2016 CS420
- 2016 CT420
- 2016 CU420
- 2016 CV420
- 2016 CW420
- 2016 CX420
- 2016 CY420
- 2016 CZ420
- 2016 CA421
- 2016 CB421
- 2016 CC421
- 2016 CD421
- 2016 CE421
- 2016 CG421
- 2016 CH421
- 2016 CJ421
- 2016 CL421
- 2016 CN421
- 2016 CO421
- 2016 CV421
- 2016 CW421
- 2016 CX421
- 2016 CY421
- 2016 CZ421
- 2016 CA422
- 2016 CB422
- 2016 CC422
- 2016 CD422
- 2016 CE422
- 2016 CF422
- 2016 CG422
- 2016 CH422
- 2016 CJ422
- 2016 CK422
- 2016 CL422
- 2016 CM422
- 2016 CO422
- 2016 CP422
- 2016 CQ422
- 2016 CS422
- 2016 CT422
- 2016 CV422
- 2016 CW422
- 2016 CX422
- 2016 CY422
- 2016 CZ422
- 2016 CA423
- 2016 CB423
- 2016 CC423
- 2016 CD423
- 2016 CE423
- 2016 CF423
- 2016 CG423
- 2016 CH423
- 2016 CJ423
- 2016 CL423
- 2016 CM423
- 2016 CN423
- 2016 CO423
- 2016 CP423
- 2016 CQ423
- 2016 CS423
- 2016 CT423
- 2016 CU423
- 2016 CV423
- 2016 CW423
- 2016 CX423
- 2016 CY423
- 2016 CZ423
- 2016 CA424
- 2016 CB424
- 2016 CC424
- 2016 CD424
- 2016 CE424
- 2016 CF424
- 2016 CG424
- 2016 CH424
- 2016 CJ424
- 2016 CK424
- 2016 CL424
- 2016 CM424
- 2016 CN424
- 2016 CO424
- 2016 CP424
- 2016 CQ424
- 2016 CR424
- 2016 CS424
- 2016 CT424
- 2016 CU424
- 2016 CV424
- 2016 CW424
- 2016 CX424
- 2016 CY424
- 2016 CZ424
- 2016 CA425
- 2016 CB425
- 2016 CC425
- 2016 CD425
- 2016 CE425
- 2016 CG425
- 2016 CH425
- 2016 CJ425
- 2016 CK425
- 2016 CL425
- 2016 CM425
- 2016 CN425
- 2016 CO425
- 2016 CP425
- 2016 CQ425
- 2016 CR425
- 2016 CS425
- 2016 CT425
- 2016 CU425
- 2016 CV425
- 2016 CW425
- 2016 CX425
- 2016 CY425
- 2016 CZ425
- 2016 CA426
- 2016 CB426
- 2016 CC426
- 2016 CD426
- 2016 CE426
- 2016 CF426
- 2016 CG426
- 2016 CH426
- 2016 CJ426
- 2016 CK426
- 2016 CL426
- 2016 CM426
- 2016 CN426
- 2016 CO426
- 2016 CP426
- 2016 CQ426
- 2016 CR426
- 2016 CS426
- 2016 CT426
- 2016 CU426
- 2016 CV426
- 2016 CW426
- 2016 CX426
- 2016 CY426
- 2016 CZ426
- 2016 CA427
- 2016 CB427
- 2016 CC427
- 2016 CD427
- 2016 CE427
- 2016 CF427
- 2016 CG427
- 2016 CH427
- 2016 CJ427
- 2016 CK427
- 2016 CL427
- 2016 CM427
- 2016 CN427
- 2016 CO427
- 2016 CP427
- 2016 CQ427
- 2016 CR427
- 2016 CS427
- 2016 CT427
- 2016 CU427
- 2016 CV427
- 2016 CW427
- 2016 CX427
- 2016 CY427
- 2016 CZ427
- 2016 CA428
- 2016 CB428
- 2016 CC428
- 2016 CD428
- 2016 CE428
- 2016 CF428
- 2016 CG428
- 2016 CH428
- 2016 CJ428
- 2016 CK428
- 2016 CL428
- 2016 CM428
- 2016 CN428
- 2016 CO428
- 2016 CP428
- 2016 CQ428
- 2016 CR428
- 2016 CS428
- 2016 CT428
- 2016 CU428
- 2016 CV428
- 2016 CW428
- 2016 CX428
- 2016 CY428
- 2016 CZ428
- 2016 CA429
- 2016 CB429
- 2016 CC429
- 2016 CE429
- 2016 CG429
- 2016 CH429
- 2016 CJ429
- 2016 CK429
- 2016 CL429
- 2016 CM429
- 2016 CN429
- 2016 CP429
- 2016 CQ429
- 2016 CS429
- 2016 CW429
- 2016 CX429
- 2016 CY429
- 2016 CZ429
- 2016 CD430
- 2016 CE430
- 2016 CH430
- 2016 CJ430
- 2016 CK430
- 2016 CL430
- 2016 CM430
- 2016 CN430
- 2016 CO430
- 2016 CP430
- 2016 CQ430
- 2016 CR430
- 2016 CS430
- 2016 CT430
- 2016 CU430
- 2016 CV430
- 2016 CW430
- 2016 CX430
- 2016 CY430
- 2016 CZ430
- 2016 CA431
- 2016 CB431
- 2016 CC431
- 2016 CD431
- 2016 CE431
- 2016 CF431
- 2016 CG431
- 2016 CH431
- 2016 CJ431
- 2016 CK431
- 2016 CL431
- 2016 CM431
- 2016 CN431
- 2016 CO431
- 2016 CP431
- 2016 CQ431
- 2016 CR431
- 2016 CS431
- 2016 CT431
- 2016 CU431
- 2016 CV431
- 2016 CW431
- 2016 CX431
- 2016 CY431
- 2016 CZ431
- 2016 CA432
- 2016 CB432
- 2016 CC432
- 2016 CD432
- 2016 CE432
- 2016 CF432
- 2016 CG432
- 2016 CH432
- 2016 CJ432
- 2016 CK432
- 2016 CL432
- 2016 CM432
- 2016 CN432
- 2016 CO432
- 2016 CP432
- 2016 CQ432
- 2016 CR432
- 2016 CS432
- 2016 CT432
- 2016 CU432
- 2016 CV432
- 2016 CW432
- 2016 CX432
- 2016 CY432
- 2016 CZ432
- 2016 CA433
- 2016 CB433
- 2016 CC433
- 2016 CD433
- 2016 CE433
- 2016 CF433
- 2016 CG433
- 2016 CH433
- 2016 CJ433
- 2016 CK433
- 2016 CL433
- 2016 CM433
- 2016 CN433
- 2016 CO433
- 2016 CP433
- 2016 CQ433
- 2016 CR433
- 2016 CS433
- 2016 CT433
- 2016 CU433
- 2016 CV433
- 2016 CW433
- 2016 CX433
- 2016 CY433
- 2016 CZ433
- 2016 CA434
- 2016 CB434
- 2016 CC434
- 2016 CD434
- 2016 CE434
- 2016 CG434
- 2016 CH434
- 2016 CJ434
- 2016 CL434
- 2016 CM434
- 2016 CN434
- 2016 CO434
- 2016 CP434
- 2016 CQ434
- 2016 CR434
- 2016 CS434
- 2016 CT434
- 2016 CU434
- 2016 CV434
- 2016 CW434
- 2016 CX434
- 2016 CY434
- 2016 CZ434
- 2016 CA435
- 2016 CB435
- 2016 CC435
- 2016 CD435
- 2016 CE435
- 2016 CF435
- 2016 CG435
- 2016 CH435
- 2016 CJ435
- 2016 CK435
- 2016 CL435
- 2016 CM435
- 2016 CN435
- 2016 CO435
- 2016 CP435
- 2016 CQ435
- 2016 CR435
- 2016 CS435
- 2016 CT435
- 2016 CU435
- 2016 CV435
- 2016 CW435
- 2016 CX435
- 2016 CY435
- 2016 CZ435
- 2016 CA436
- 2016 CB436
- 2016 CC436
- 2016 CD436
- 2016 CE436
- 2016 CF436
- 2016 CG436
- 2016 CH436
- 2016 CJ436
- 2016 CK436
- 2016 CL436
- 2016 CM436
- 2016 CN436
- 2016 CO436
- 2016 CP436
- 2016 CQ436
- 2016 CR436
- 2016 CS436
- 2016 CT436
- 2016 CU436
- 2016 CV436
- 2016 CW436
- 2016 CX436

### Du 16 au 29 février 2016
- 2016 DB
- 2016 DC
- 2016 DF
- 2016 DG
- 2016 DH
- 2016 DJ
- 2016 DK
- 2016 DL
- 2016 DQ
- 2016 DR
- 2016 DV
- 2016 DW
- 2016 DY
- 2016 DZ
- 2016 DB1
- 2016 DE1
- 2016 DF1
- 2016 DK1
- 2016 DL1
- 2016 DM1
- 2016 DO1
- 2016 DP1
- 2016 DQ1
- 2016 DR1
- 2016 DT1
- 2016 DU1
- 2016 DV1
- 2016 DW1
- 2016 DF2
- 2016 DK2
- 2016 DL2
- 2016 DM2
- 2016 DN2
- 2016 DO2
- 2016 DP2
- 2016 DQ2
- 2016 DR2
- 2016 DX2
- 2016 DY2
- 2016 DG3
- 2016 DJ3
- 2016 DN3
- 2016 DO3
- 2016 DP3
- 2016 DQ3
- 2016 DT3
- 2016 DV3
- 2016 DA4
- 2016 DB4
- 2016 DC4
- 2016 DL4
- 2016 DN4
- 2016 DQ4
- 2016 DW4
- 2016 DB5
- 2016 DJ5
- 2016 DP5
- 2016 DR5
- 2016 DV5
- 2016 DZ5
- 2016 DD6
- 2016 DR6
- 2016 DZ6
- 2016 DA7
- 2016 DC7
- 2016 DF7
- 2016 DG7
- 2016 DK7
- 2016 DQ7
- 2016 DA8
- 2016 DD8
- 2016 DE8
- 2016 DB9
- 2016 DE9
- 2016 DH9
- 2016 DR9
- 2016 DV9
- 2016 DY9
- 2016 DG10
- 2016 DK10
- 2016 DO10
- 2016 DT10
- 2016 DU10
- 2016 DY10
- 2016 DB11
- 2016 DH11
- 2016 DS11
- 2016 DX11
- 2016 DM12
- 2016 DN12
- 2016 DT12
- 2016 DU12
- 2016 DZ12
- 2016 DG13
- 2016 DL13
- 2016 DP13
- 2016 DU13
- 2016 DV13
- 2016 DA14
- 2016 DJ14
- 2016 DM14
- 2016 DS14
- 2016 DT14
- 2016 DW14
- 2016 DN15
- 2016 DU15
- 2016 DC16
- 2016 DL16
- 2016 DS16
- 2016 DU16
- 2016 DV16
- 2016 DZ16
- 2016 DE17
- 2016 DT17
- 2016 DB18
- 2016 DJ18
- 2016 DK18
- 2016 DP18
- 2016 DR18
- 2016 DS18
- 2016 DY19
- 2016 DZ19
- 2016 DA20
- 2016 DJ20
- 2016 DP20
- 2016 DT20
- 2016 DU21
- 2016 DV21
- 2016 DW21
- 2016 DX21
- 2016 DY21
- 2016 DZ21
- 2016 DC22
- 2016 DJ22
- 2016 DL22
- 2016 DP22
- 2016 DQ22
- 2016 DR22
- 2016 DS22
- 2016 DU22
- 2016 DW22
- 2016 DX22
- 2016 DY22
- 2016 DE23
- 2016 DG23
- 2016 DJ23
- 2016 DO23
- 2016 DR23
- 2016 DU23
- 2016 DA24
- 2016 DC24
- 2016 DH24
- 2016 DJ24
- 2016 DW24
- 2016 DC25
- 2016 DG25
- 2016 DH25
- 2016 DM25
- 2016 DO25
- 2016 DQ25
- 2016 DR25
- 2016 DX25
- 2016 DZ25
- 2016 DF26
- 2016 DJ26
- 2016 DM26
- 2016 DQ26
- 2016 DV26
- 2016 DC27
- 2016 DE27
- 2016 DJ27
- 2016 DK27
- 2016 DQ27
- 2016 DT27
- 2016 DZ27
- 2016 DF28
- 2016 DK28
- 2016 DO28
- 2016 DU28
- 2016 DW28
- 2016 DH29
- 2016 DO29
- 2016 DR29
- 2016 DV29
- 2016 DW29
- 2016 DX29
- 2016 DA30
- 2016 DC30
- 2016 DO30
- 2016 DV30
- 2016 DX30
- 2016 DY30
- 2016 DZ30
- 2016 DA31
- 2016 DF31
- 2016 DH31
- 2016 DJ31
- 2016 DK31
- 2016 DM31
- 2016 DQ31
- 2016 DR31
- 2016 DS31
- 2016 DT31
- 2016 DV31
- 2016 DW31
- 2016 DX31
- 2016 DY31
- 2016 DB32
- 2016 DC32
- 2016 DG32
- 2016 DH32
- 2016 DJ32
- 2016 DM32
- 2016 DU32
- 2016 DB33
- 2016 DG33
- 2016 DS33
- 2016 DW33
- 2016 DZ33
- 2016 DA34
- 2016 DC34
- 2016 DE34
- 2016 DM34
- 2016 DP34
- 2016 DS34
- 2016 DU34
- 2016 DZ34
- 2016 DH35
- 2016 DJ35
- 2016 DK35
- 2016 DS35
- 2016 DW35
- 2016 DX35
- 2016 DZ35
- 2016 DA36
- 2016 DB36
- 2016 DD36
- 2016 DF36
- 2016 DG36
- 2016 DH36
- 2016 DJ36
- 2016 DK36
- 2016 DL36
- 2016 DM36
- 2016 DN36
- 2016 DO36
- 2016 DP36
- 2016 DQ36
- 2016 DR36
- 2016 DS36
- 2016 DT36
- 2016 DU36
- 2016 DV36
- 2016 DX36
- 2016 DY36
- 2016 DZ36
- 2016 DB37
- 2016 DC37
- 2016 DE37
- 2016 DG37
- 2016 DH37
- 2016 DJ37
- 2016 DK37
- 2016 DM37
- 2016 DN37
- 2016 DQ37
- 2016 DR37
- 2016 DS37
- 2016 DT37
- 2016 DY37
- 2016 DZ37
- 2016 DA38
- 2016 DB38
- 2016 DC38
- 2016 DD38
- 2016 DF38
- 2016 DG38
- 2016 DH38
- 2016 DK38
- 2016 DL38
- 2016 DM38
- 2016 DN38
- 2016 DO38
- 2016 DQ38
- 2016 DR38
- 2016 DS38
- 2016 DT38
- 2016 DU38
- 2016 DV38
- 2016 DW38
- 2016 DX38
- 2016 DY38
- 2016 DZ38
- 2016 DA39
- 2016 DC39
- 2016 DG39
- 2016 DJ39
- 2016 DL39
- 2016 DN39
- 2016 DO39
- 2016 DP39
- 2016 DQ39
- 2016 DR39
- 2016 DS39
- 2016 DT39
- 2016 DU39
- 2016 DV39
- 2016 DW39
- 2016 DY39
- 2016 DC40
- 2016 DD40
- 2016 DE40
- 2016 DF40
- 2016 DH40
- 2016 DN40
- 2016 DO40
- 2016 DP40
- 2016 DQ40
- 2016 DR40
- 2016 DT40
- 2016 DW40
- 2016 DX40
- 2016 DY40
- 2016 DZ40
- 2016 DA41
- 2016 DB41
- 2016 DC41
- 2016 DD41
- 2016 DF41
- 2016 DG41
- 2016 DH41
- 2016 DJ41
- 2016 DK41
- 2016 DL41
- 2016 DM41
- 2016 DN41
- 2016 DO41
- 2016 DP41
- 2016 DT41
- 2016 DV41
- 2016 DW41
- 2016 DX41
- 2016 DE42
- 2016 DG42
- 2016 DJ42
- 2016 DK42
- 2016 DL42
- 2016 DM42
- 2016 DO42
- 2016 DP42
- 2016 DQ42
- 2016 DR42
- 2016 DS42
- 2016 DT42
- 2016 DU42
- 2016 DX42
- 2016 DY42
- 2016 DA43
- 2016 DB43
- 2016 DC43
- 2016 DD43
- 2016 DE43
- 2016 DG43
- 2016 DH43
- 2016 DJ43
- 2016 DM43
- 2016 DN43
- 2016 DO43
- 2016 DQ43
- 2016 DR43
- 2016 DT43
- 2016 DU43
- 2016 DW43
- 2016 DY43
- 2016 DZ43
- 2016 DA44
- 2016 DB44
- 2016 DC44
- 2016 DD44
- 2016 DE44
- 2016 DF44
- 2016 DG44
- 2016 DH44
- 2016 DL44
- 2016 DM44
- 2016 DN44
- 2016 DO44
- 2016 DP44
- 2016 DQ44
- 2016 DR44
- 2016 DS44
- 2016 DT44
- 2016 DU44
- 2016 DV44
- 2016 DW44
- 2016 DX44
- 2016 DY44
- 2016 DA45
- 2016 DB45
- 2016 DC45
- 2016 DE45
- 2016 DF45
- 2016 DG45
- 2016 DH45
- 2016 DJ45
- 2016 DK45
- 2016 DL45
- 2016 DM45
- 2016 DO45
- 2016 DP45
- 2016 DQ45
- 2016 DR45
- 2016 DS45
- 2016 DT45
- 2016 DU45
- 2016 DV45
- 2016 DW45
- 2016 DY45
- 2016 DZ45
- 2016 DA46
- 2016 DB46
- 2016 DC46
- 2016 DD46
- 2016 DF46
- 2016 DG46
- 2016 DK46
- 2016 DL46
- 2016 DM46
- 2016 DN46
- 2016 DP46
- 2016 DQ46
- 2016 DR46
- 2016 DS46
- 2016 DT46
- 2016 DU46
- 2016 DV46
- 2016 DW46
- 2016 DX46
- 2016 DY46
- 2016 DZ46
- 2016 DA47
- 2016 DB47
- 2016 DC47
- 2016 DD47
- 2016 DE47
- 2016 DF47
- 2016 DG47
- 2016 DH47
- 2016 DJ47
- 2016 DK47
- 2016 DN47
- 2016 DO47
- 2016 DR47
- 2016 DS47
- 2016 DT47
- 2016 DU47
- 2016 DV47
- 2016 DW47
- 2016 DX47
- 2016 DY47
- 2016 DZ47
- 2016 DA48
- 2016 DB48
- 2016 DC48